# Maltakraftwerke

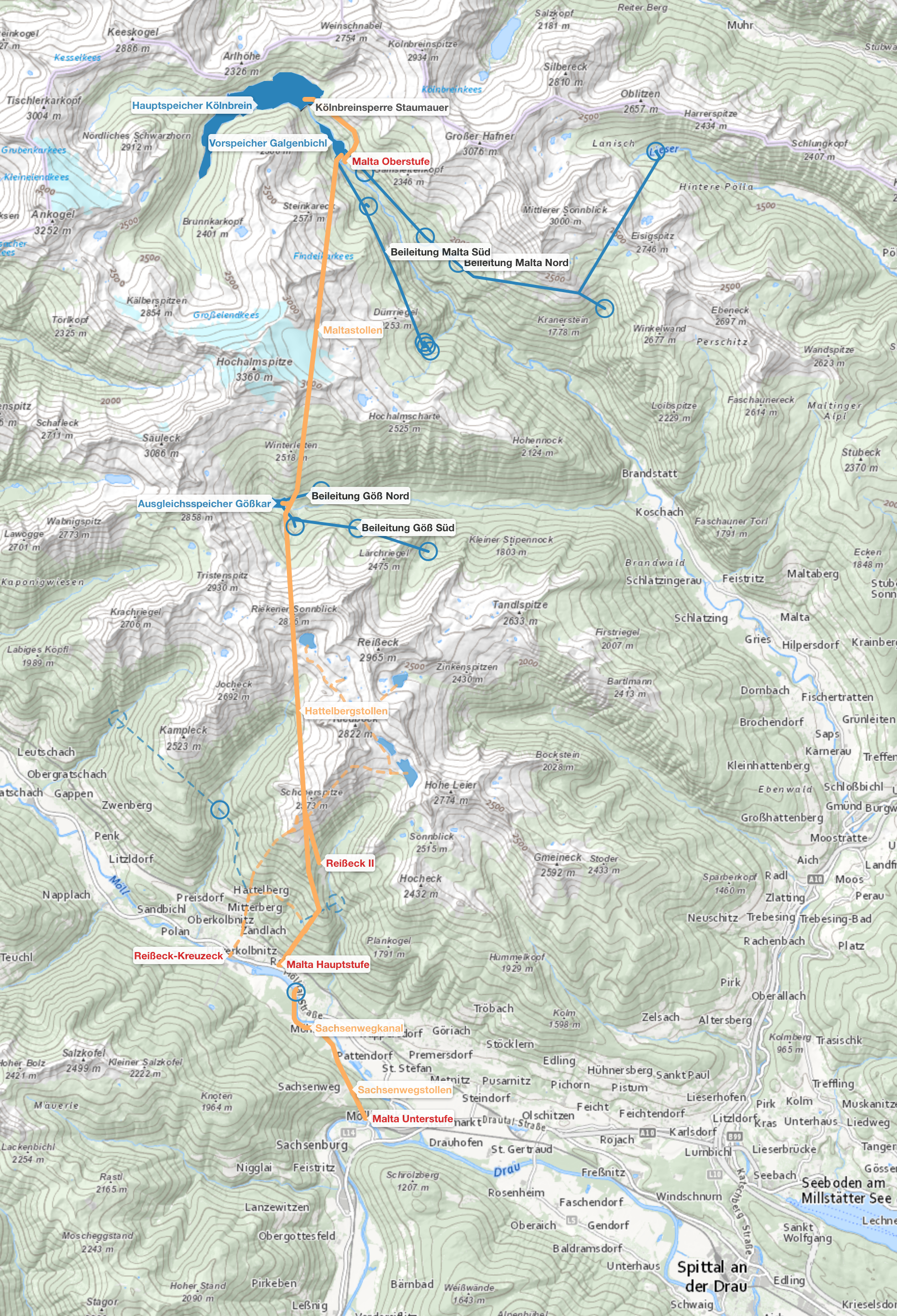
Lageplan: Talsperren; Kraftwerke; Triebwasserwege; Beileitungen (Kraftwerksgruppe Reißeck-Kreuzeck strichliert)

Die Maltakraftwerke sind eine Gruppe von Wasserkraftwerken im österreichischen Bundesland Kärnten, bestehend aus der Oberstufe mit dem Speicher Kölnbrein (größter Speicher Österreichs) und der Haupt- und Unterstufe. Betreiber ist die Verbund Hydro Power GmbH, eine Tochtergesellschaft der Verbund AG.
Gemeinsam mit der Kraftwerksgruppe Reißeck-Kreuzeck und dem Kraftwerk Reißeck II, das die Systeme seit 2016 hydraulisch verbindet, bilden die Maltakraftwerke die Kraftwerksgruppe Malta-Reißeck.

## Geschichte

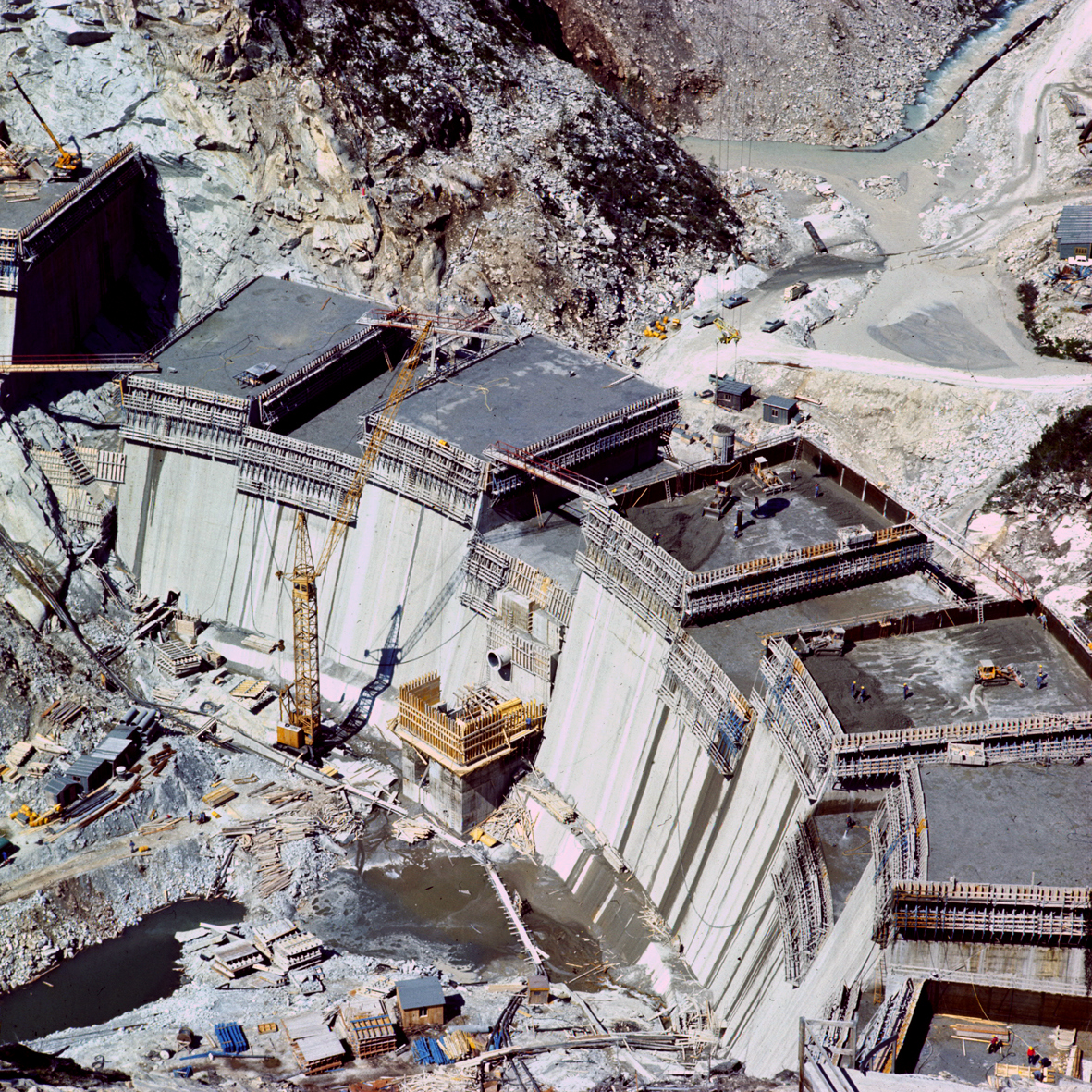
Bauarbeiten an der Kölnbreinsperre 1975

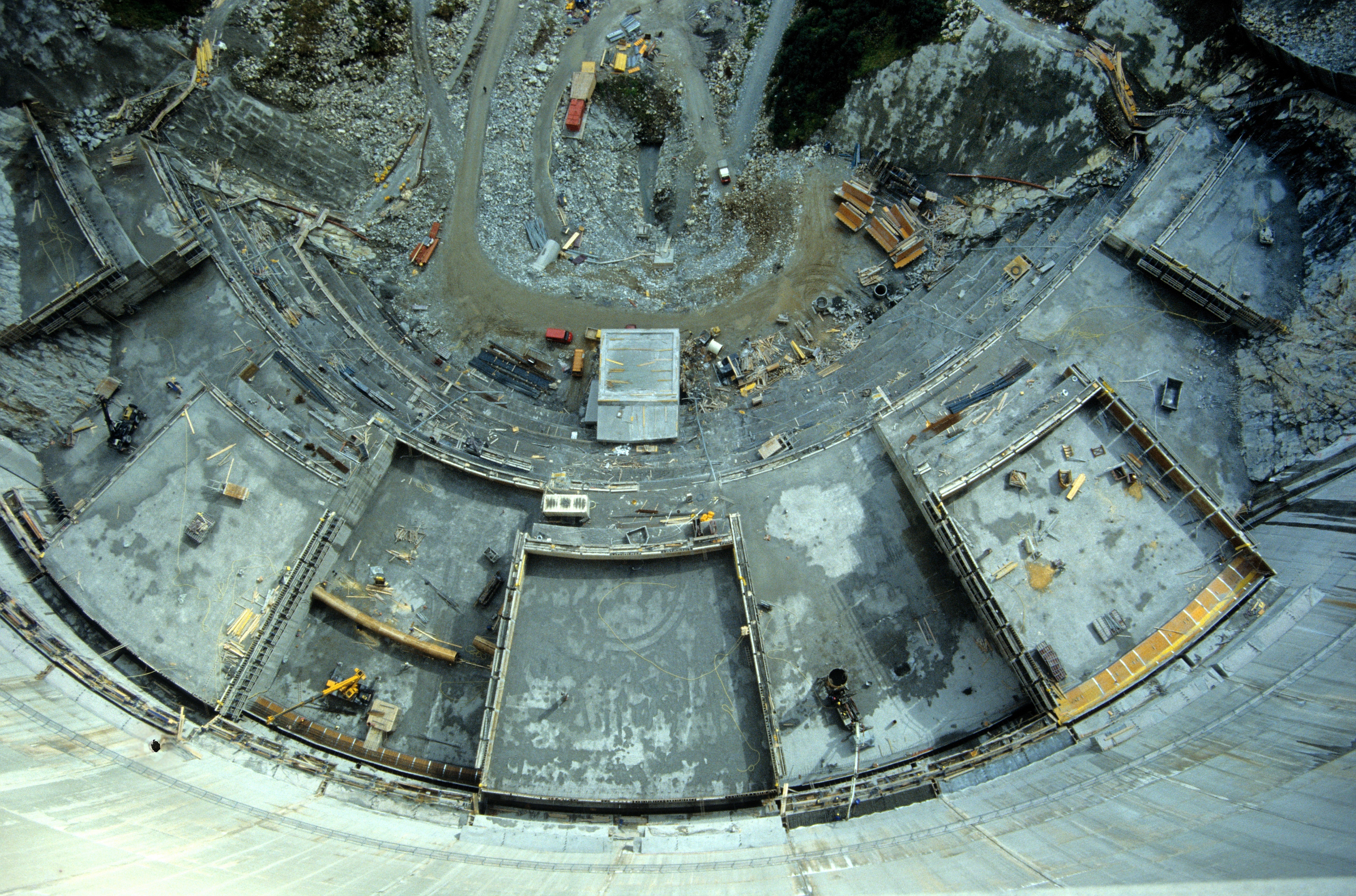
Errichtung des Stützgewölbes 1990 (Blick von der Sperrenkrone)

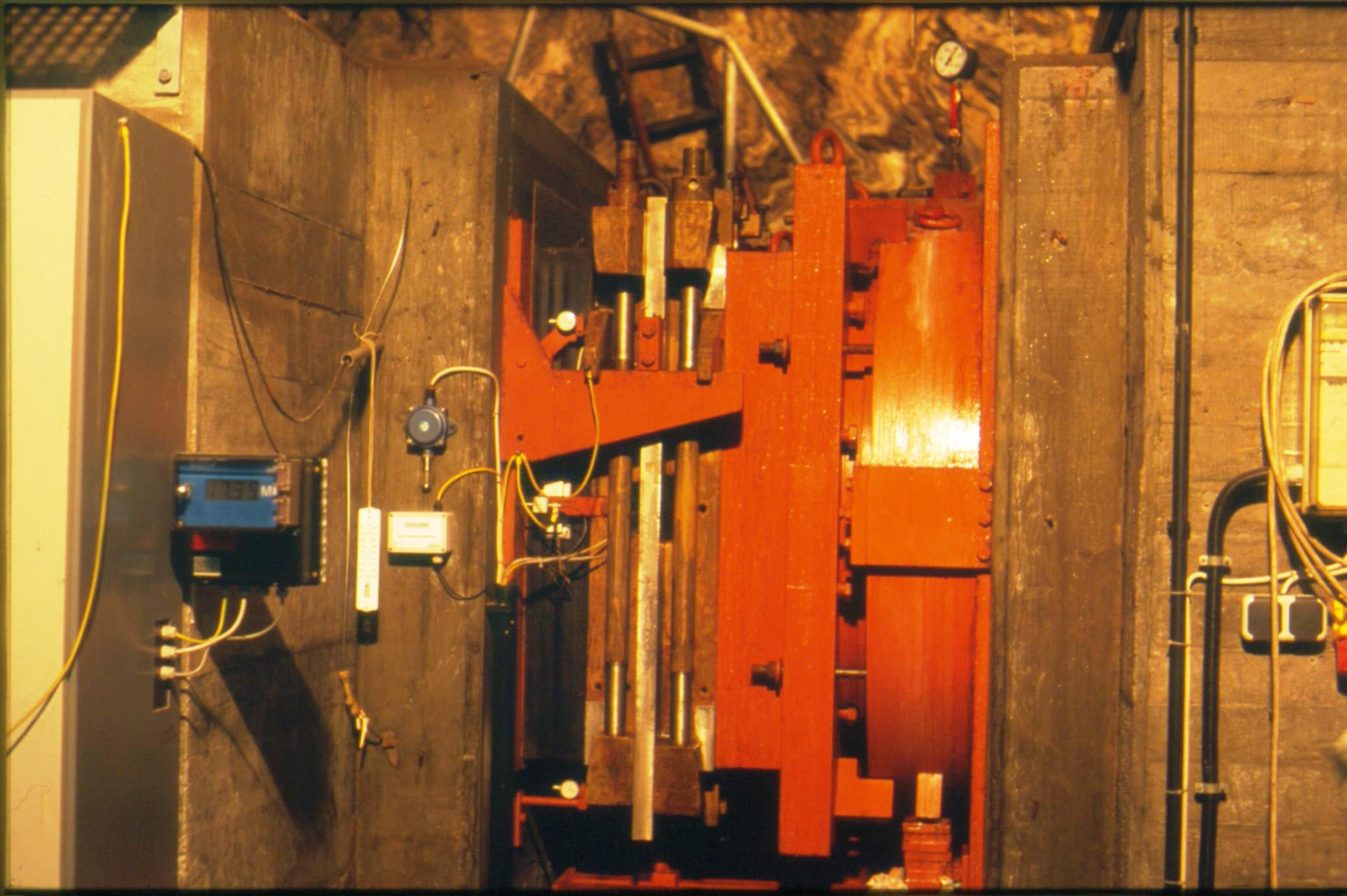
Stützelement zwischen Talsperre und Stützgewölbe

Das Maltaprojekt hatte eine jahrzehntelange, von verschiedenen Varianten geprägte Vorbereitungszeit. Schon in den 1930er Jahren beschäftigten sich die Allgemeine Elektrizitätsgesellschaft und in weiterer Folge die Alpen-Elektrowerke AG mit den Nutzungsmöglichkeiten der Abflüsse des Maltatales. Im Zuge des Baues des Kernkraftwerks Zwentendorf wurde eine große Ausfallreserve notwendig, sodass parallel dazu dieses Projekt verwirklicht wurde. So wie beim Kernkraftwerk hat sich auch bei diesem Projekt die Energie AG Oberösterreich beteiligt. Diese Beteiligung ist auch heute noch vorhanden.
Anfang der 1950er Jahre setzte die Österreichische Draukraftwerke AG im Zuge der Neuorientierung der Elektrizitätswirtschaft die Studien fort. Die wasser- und energiewirtschaftlichen Untersuchungen ließen erkennen, dass das innere Maltatal zu den niederschlagreichsten Gebieten Kärntens zählt. Das Einzugsgebiet weist starke Vergletscherungen auf, die eine wertvolle Abflussreserve in trockenen Sommern darstellen. Außerdem wird es vom Wettergeschehen sowohl nördlich als auch südlich des Alpenhauptkammes beeinflusst.
Auf Grund vergleichender Untersuchungen sollte das nahegelegene und damals im Bau befindliche Winterspeicherkraftwerk Reißeck-Kreuzeck durch Beileitung einiger Malta-Nebenbäche erweitert werden. Das Ergebnis lag schließlich in der Form eines baureifen Projektes zur Nutzung der Malta und der Großbäche in einer eigenen, drei Stufen umfassenden, Kraftwerksgruppe vor.
Ab 1957 untersuchten Geologen Untergrund und Talflanken am vorgesehenen Standort der Kölnbreinsperre. Bis zu 80 m tiefe Bohrungen wiesen das Gestein als stabile Basis und Widerlager für die größte Talsperre Österreichs aus, die in den Jahren 1971 bis 1978 aus 1,6 Mio. m³ Beton gegossen wurde: Eine horizontal und vertikal gekrümmte Gewölbemauer, die wie eine um 90 Grad gekippte, flache Kuppel gegen den festen Fels verspreizt ist.
Dieses Gestaltungsprinzip kommt mit erheblich weniger Baumasse (Beton) aus als jedes andere Stauwerk von gleicher Stabilität (die annähernd dem sechsfachen Druck des Wassers bei Vollstau standhält) und spart damit auch Baukosten. 1979 erreichte der Kölnbreinspeicher erstmals den Vollstau, der die Talsperre durch den Wasserdruck einer Gesamtkraft von 5,4 Mill. Tonnen aussetzt und an der Sperrenkrone projektsgemäß um 12 cm talauswärts verformte.
1978 signalisierten rund 400 eingebaute Messstellen Probleme: Wasser drückte durch Risse an der Basis der höchsten Sperrenblöcke. Ursache nach Urteil der Experten: Überbeanspruchung des Sperrenbetons entlang der Aufstandsfläche infolge der in diesem Bereich wirkenden Horizontalkomponente des Wasserdrucks, verstärkt durch einen unerwartet hohen Unterschied im Verformungsverhalten von Talsperre und Gebirge.
In einem aufwendigen Verfahren wurde die Mauer von 1989 bis 1992 nach einem Projekt des Schweizer Sperrenexperten Giovanni Lombardi und nach Genehmigung durch die Staubeckenkommission saniert: Auf der Talseite wurde ein 65 m hohes und 70 m breites Stützgewölbe aus 500.000 m³ Beton und 150.000 m³ Schüttgut errichtet. Die wasserseitig gelegenen Risse wurden mit Zement- und Kunstharzinjektionen abgedichtet. Der luftseitig angeordnete Vorbau entlastet die Sperre um etwa 22 Prozent des bei Vollstau wirkenden Wasserdruckes. Mit dieser Sanierung stiegen die Baukosten für die Kraftwerksgruppe Malta um zusätzliche 2 Mrd. Schilling (etwa 145 Mio. Euro). Am 4. Oktober 1993 wurde schließlich wieder der Vollstau auf Höhenkote 1902 m erreicht – und alle bis dahin auf 2.500 erweiterten Messstellen der Talsperre zeigten Stabilität des Bauwerkes an.
Die Mauer ist 200 m hoch und 626 m breit und somit Österreichs höchste Staumauer.
Bis 2014 wurden im Rahmen des seit 2003 bestehenden Kärntner Projektes „Lebensraum Wasser“ ökologische Zusatzmaßnahmen durchgeführt. Dabei wurde das Ausgleichsbecken Rottau über eine Fischtreppe wieder mit der unteren Möll verbunden und das Ufer des Sachsenwegkanales naturnah begrünt.
In einer 2016 abgeschlossenen Erweiterung wurde das unterirdische Kavernenkraftwerk Reißeck II errichtet und die Maltakraftwerke dadurch hydraulisch mit der Kraftwerksgruppe Reißeck-Kreuzeck verbunden. Dabei wirken der Große Mühldorfer See als Ober- und die kommunizierenden Speicher Gößkar und Galgenbichl als Unterbecken im Wochenspeicherbetrieb.

Der Sachsenwegkanal vor und nach der Begrünung.
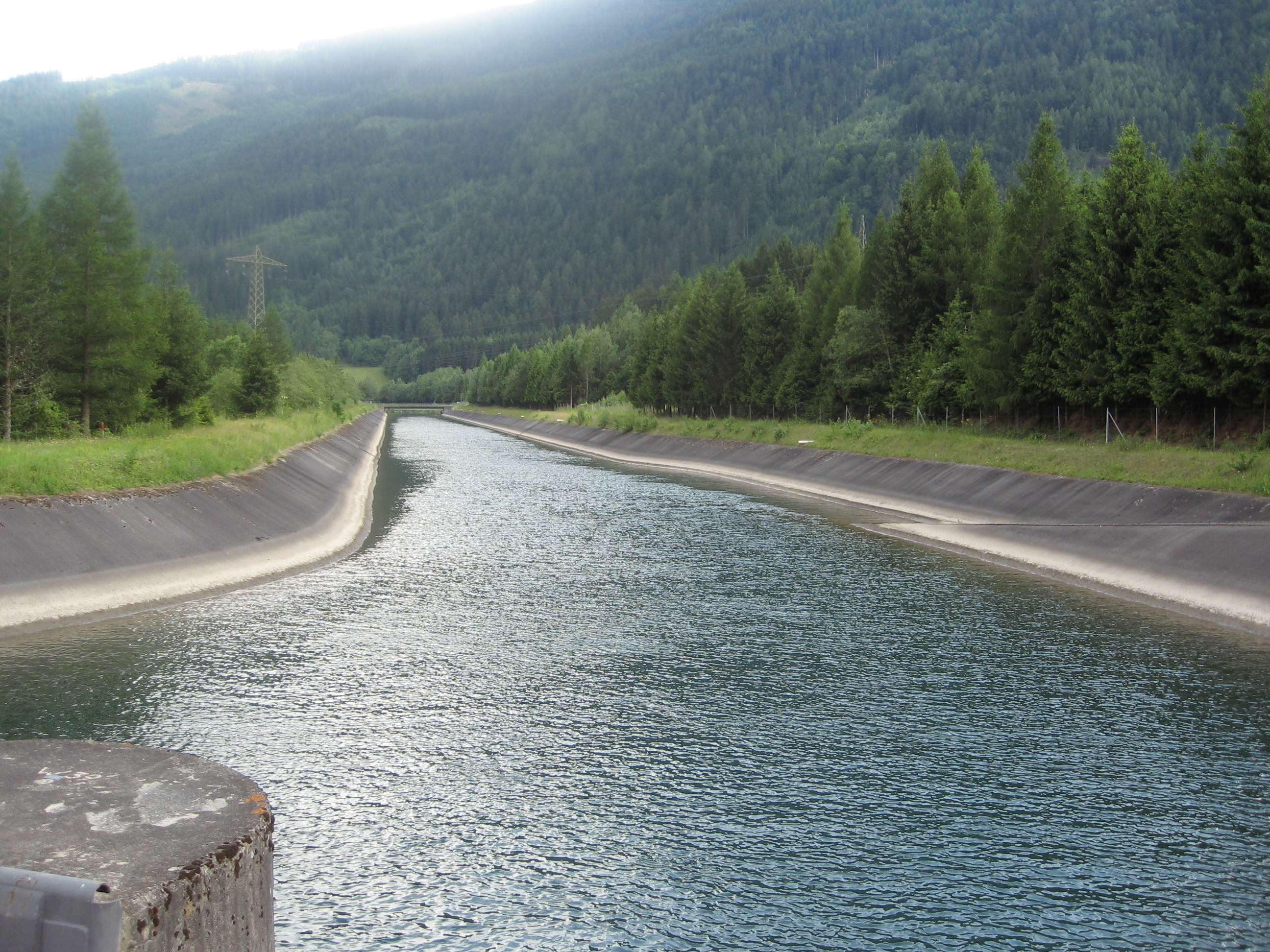
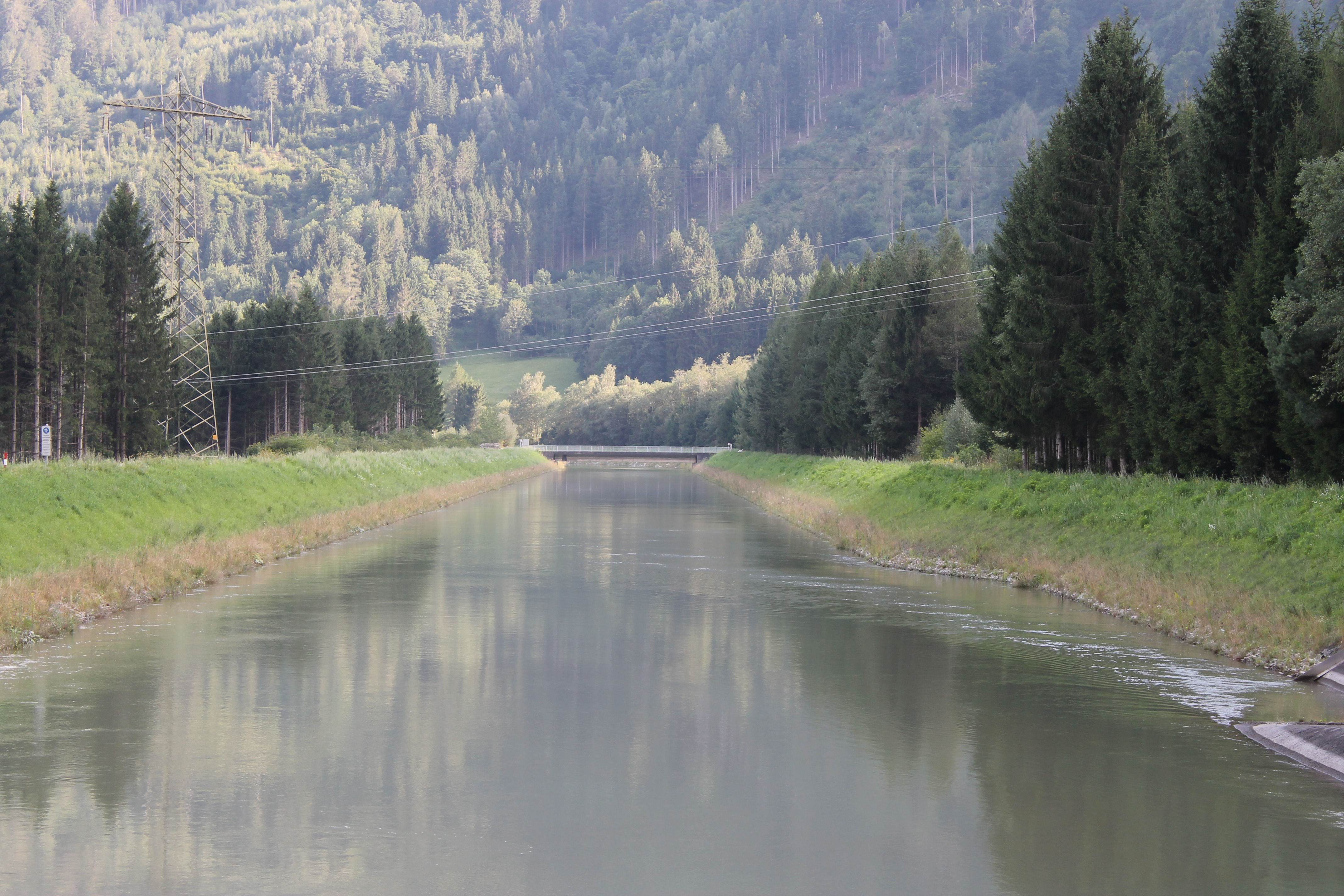

## Energiewirtschaftliche Bedeutung
Die große Anpassungsfähigkeit des Kraftwerkseinsatzes an die kurz-, mittel- und langfristigen Bedarfsschwankungen ist das wesentlichste Qualitätsmerkmal der Kraftwerksgruppe Malta.
Während 91 Prozent des Wasserdargebotes im bedarfsschwächeren Sommerhalbjahr und nur neun Prozent im Winterhalbjahr anfallen, kann durch die Jahresspeicherung der Erzeugungsanteil im Winterhalbjahr von neun Prozent (aus natürlichem Zufluss) auf 78,3 Prozent erhöht werden. Durch einen Wälzbetrieb wird kurz- und mittelfristig zu einem weiteren Ausgleich von Bedarf und Dargebot beigetragen. Bei Wälzbetrieb kann bei Leistungsüberangebot Wasser aus der Möll in die Speicher der Hauptstufe und vom Speicher Galgenbichl in den Speicher Kölnbrein hochgepumpt werden, um dann zu Spitzenlastzeiten abgearbeitet zu werden. Die Leistungsspanne zwischen 406 Megawatt Pumpleistung und 891 Megawatt Turbinenleistung beträgt damit insgesamt 1.297 Megawatt bzw. rund zwölf Prozent der Lastspitze in Österreich. Damit kann durch das KW Malta die elektrische Leistung im Verbundnetz rasch dem jeweiligen Bedarf angepasst werden. Aufgrund der hohen Leistung und der raschen Verfügbarkeit ist Malta in der Lage, bei Ausfällen von Kraftwerken, nicht nur in Österreich, sondern auch über die Grenzen hinaus, wertvolle Hilfestellung zu geben.

## Oberstufe
Die Oberstufe besteht aus dem Speicher Kölnbrein, der Kölnbreinsperre und dem dazugehörigen Kraftwerk Galgenbichl.

### Speicher Kölnbrein
Der Speicher Kölnbrein ist das Kernstück der Maltakraftwerke. Das direkt in den Speicher entwässernde Gebiet reicht allein nicht aus, den Jahresspeicher zur Gänze zu füllen. Aus diesem Grunde werden die Zuflüsse der Oberen Lieser und einige Bäche im Bereich des Malta- und Gößtales auf rund 1700 m Seehöhe gefasst und im Vorspeicher Galgenbichl gespeichert. Von dort werden sie in den rund 200 m höher gelegenen Speicher Kölnbrein gepumpt. Zusätzlich wird auch Wasser aus der Möll rund 1300 m hochgefördert und zur Füllung des Speichers verwendet.
Die Wasseroberfläche befindet sich bei Vollstau in 1902 m ü. A. und kann bis auf 1750 m abgesenkt werden. Ein voller Speicher stellt für die Maltakraftwerke einen Energiegehalt von 588,3 GWh bereit.
Die Staumauer ist eine doppelt gekrümmte Bogenstaumauer mit luftseitigem Stützgewölbe. 2.500 Messstellen, davon 800 mit direkter Verbindung zu einem Prozessrechner, überwachen die Staumauer.

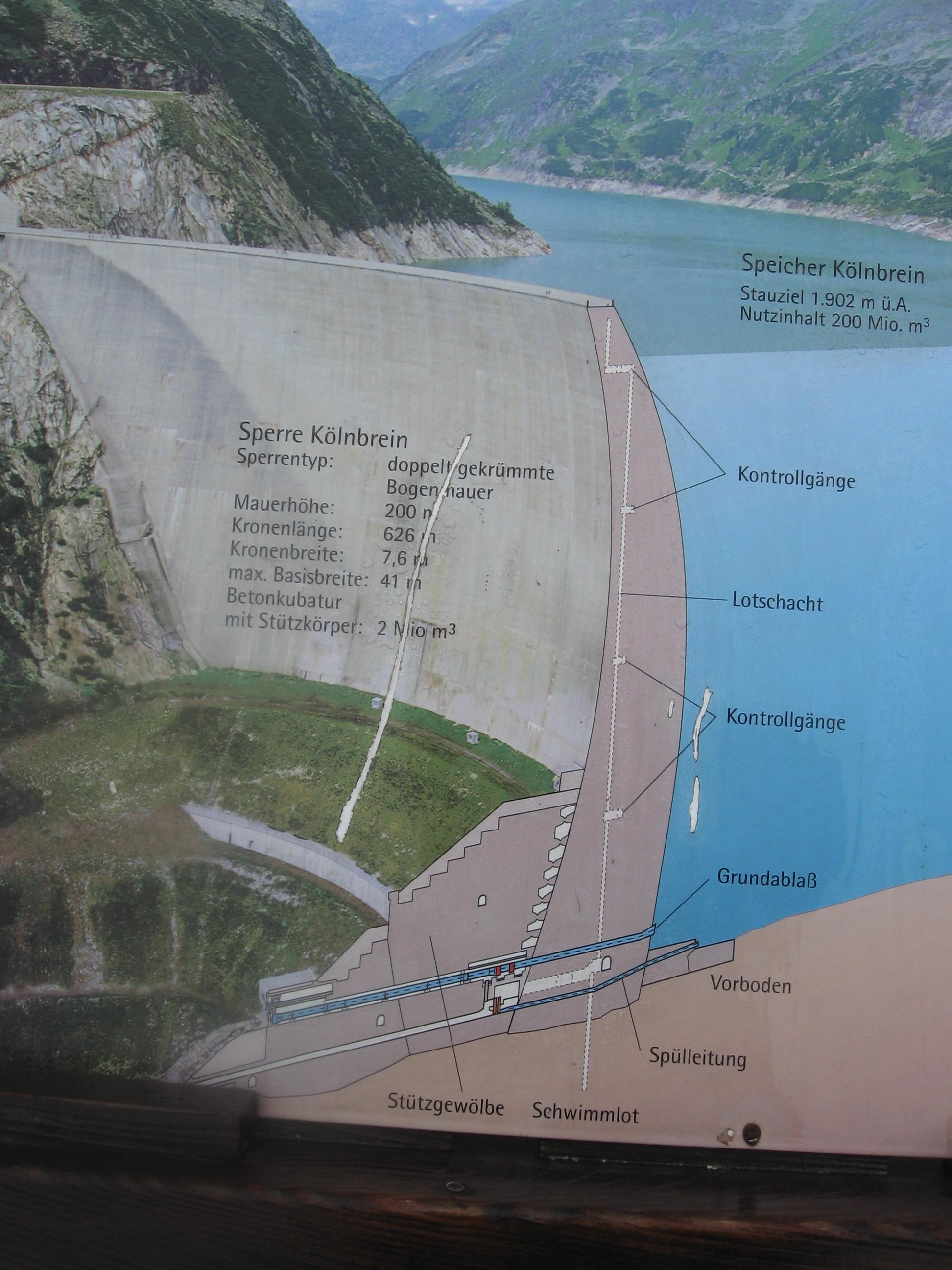
Schema der Kölnbreinsperre
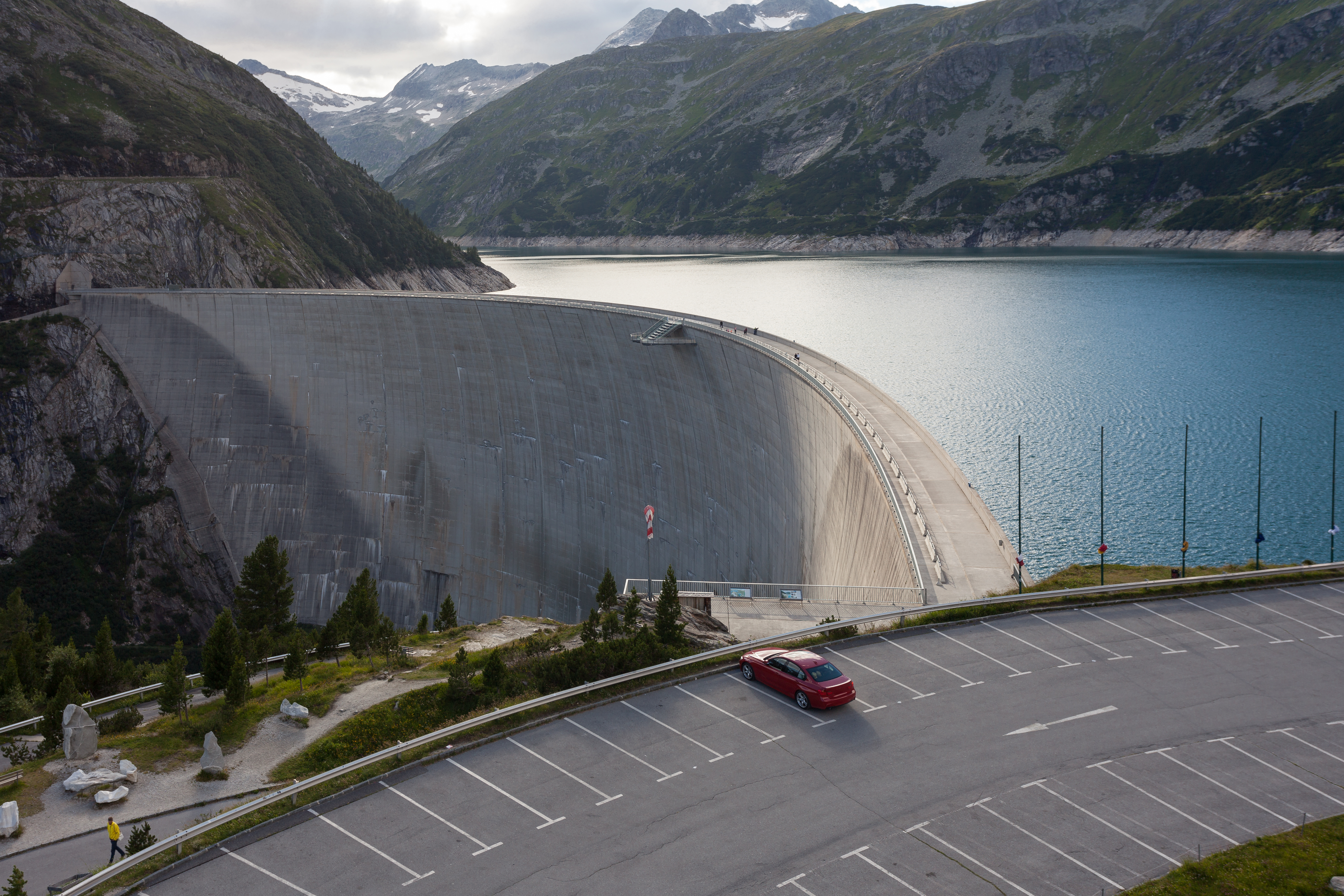
Speicher Kölnbrein
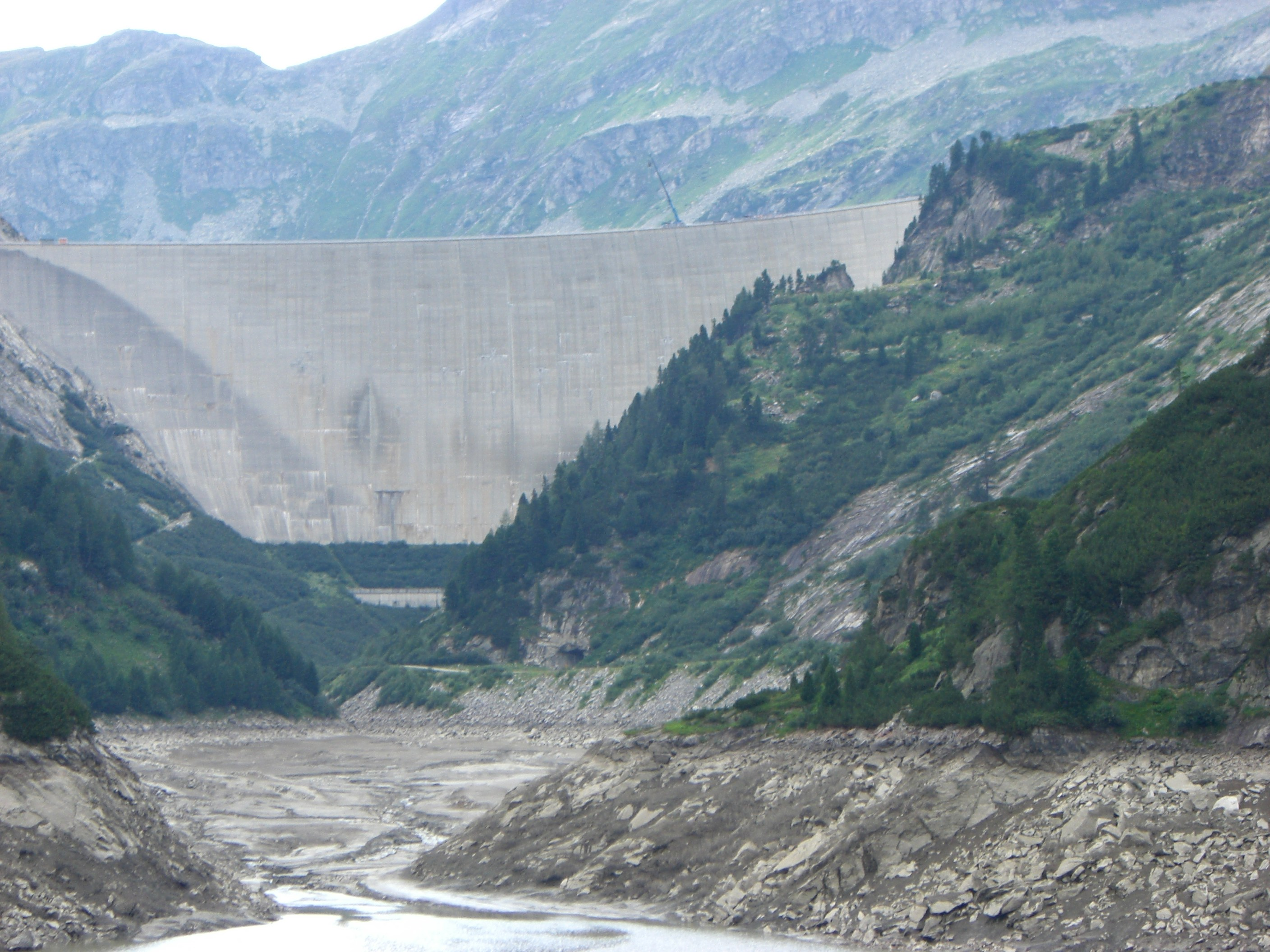
Kölnbreinsperre
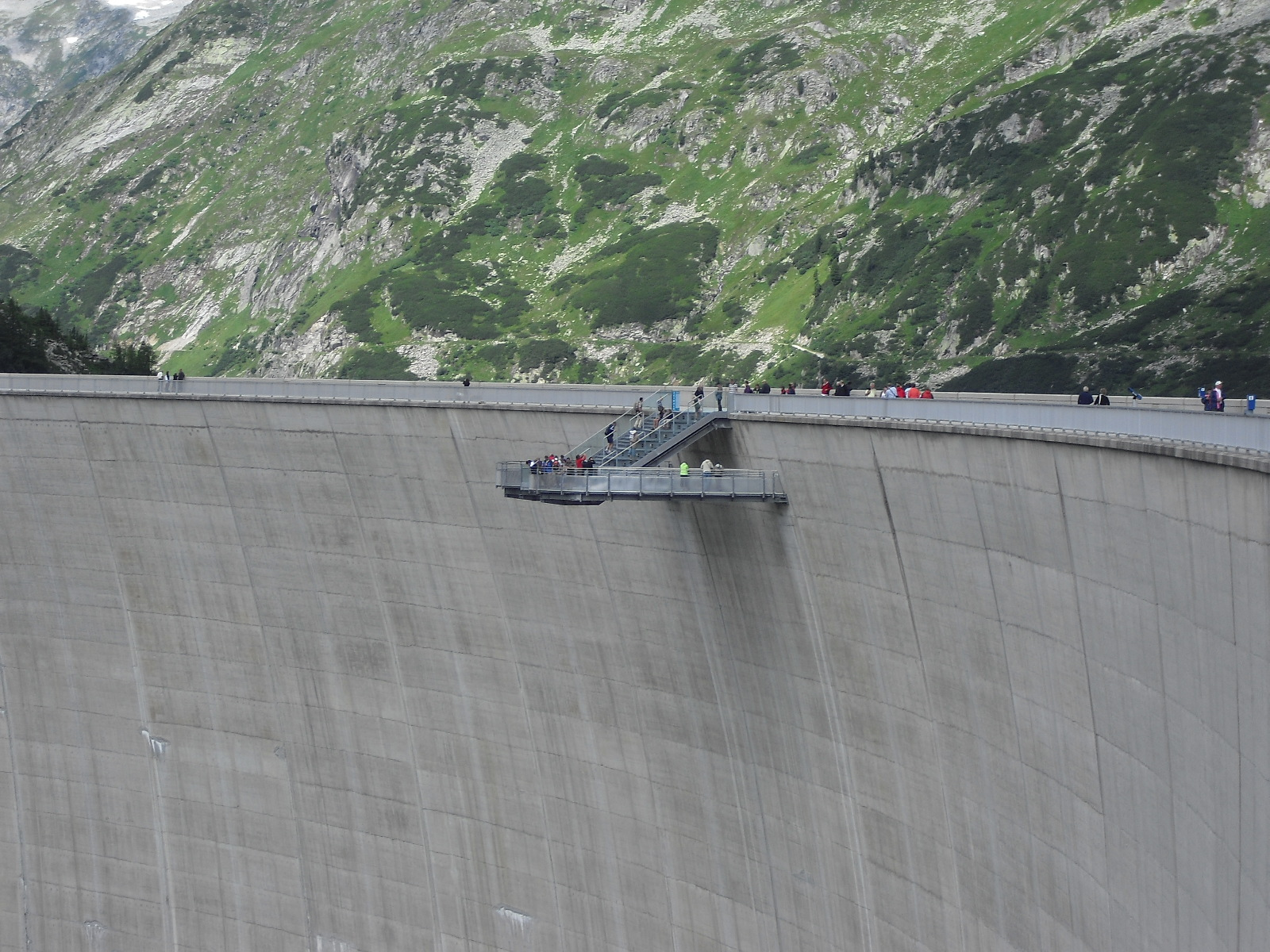
Der Airwalk
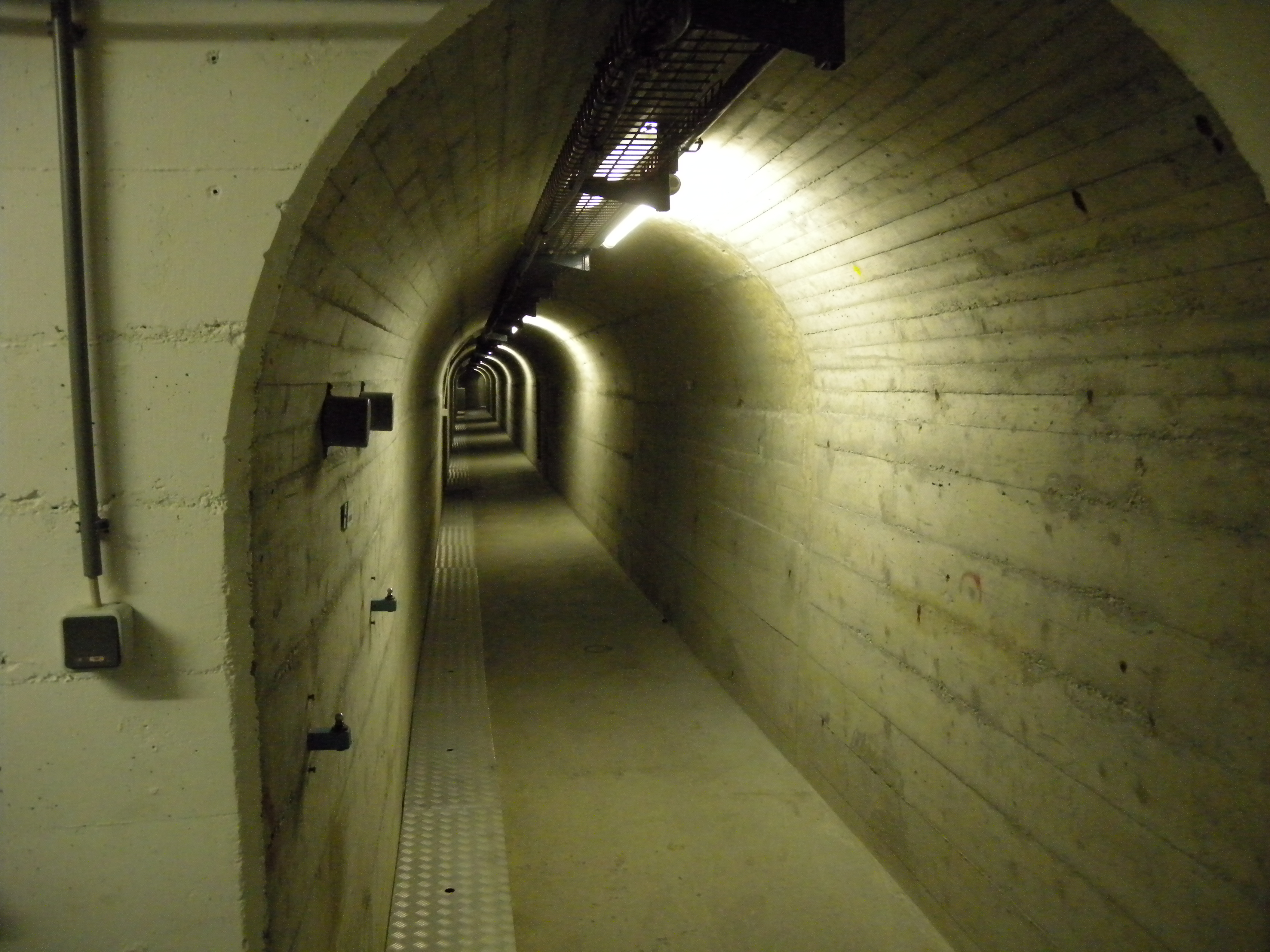
Überwachungsstollen in der Kölnbreinsperre
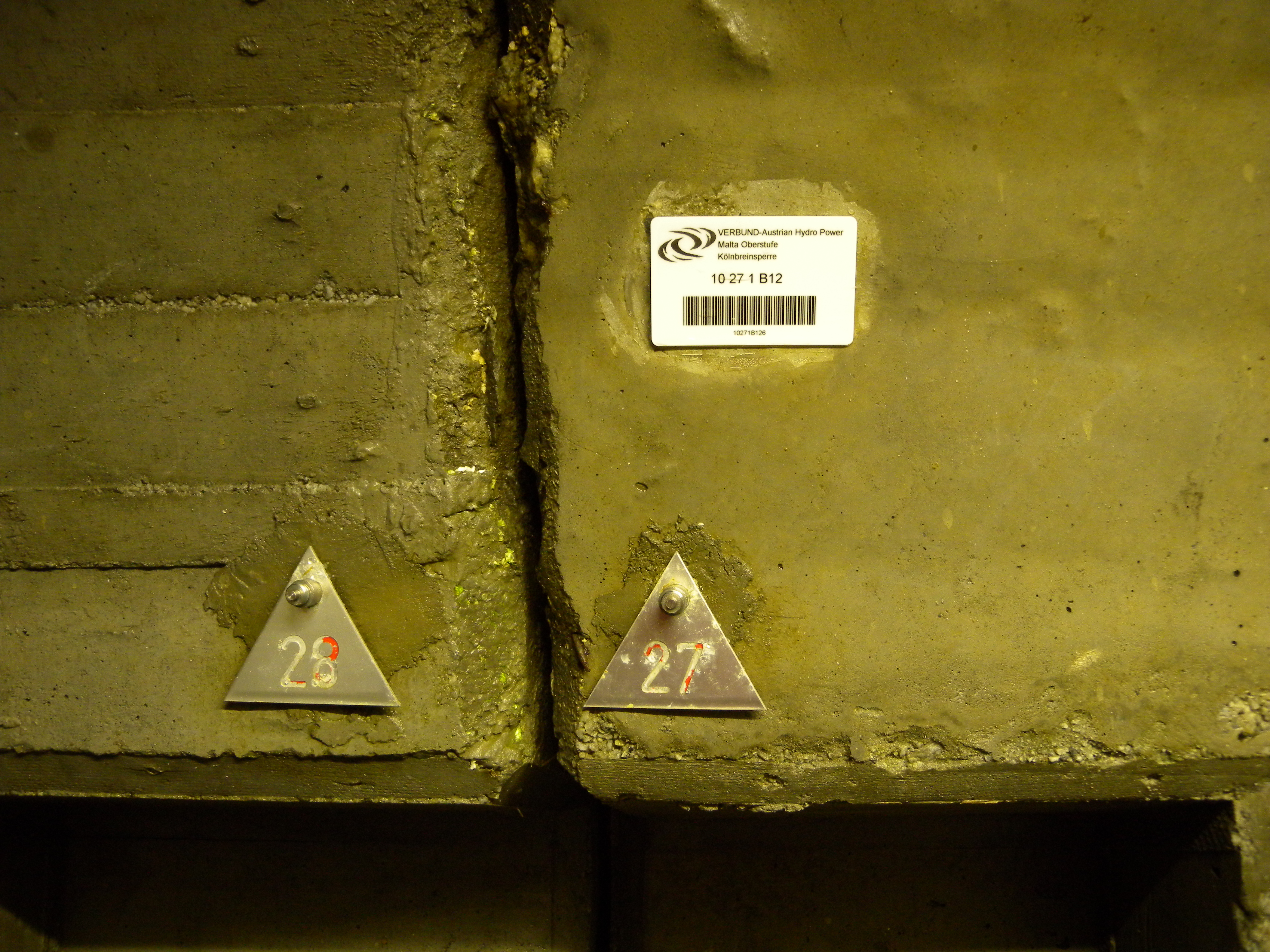
Messpunkt für Schiebelehre in der Kölnbreinsperre
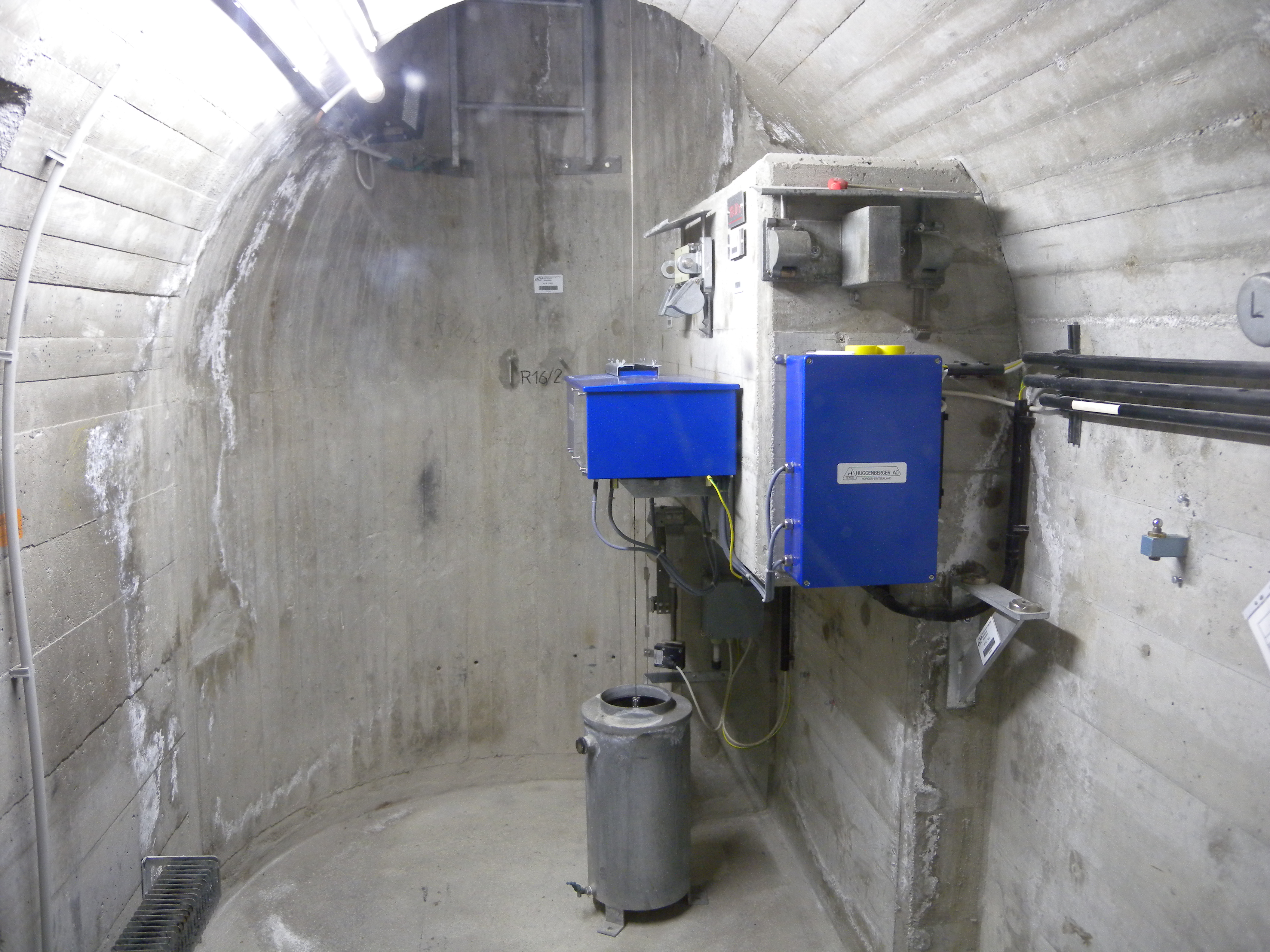
Messpunkt mit Lot in der Kölnbreinsperre

### Kraftwerk Galgenbichl
Das Pumpspeicherkraftwerk Galgenbichl erzeugt im Turbinenbetrieb mit dem Wasser des Kölnbreinspeichers elektrischen Strom, im Pumpbetrieb wird mit Überschussenergie Wasser aus dem Vorspeicher Galgenbichl zur Energiespeicherung in den Speicher Kölnbrein zurückgepumpt.
Im Kraftwerk sind zwei Isogyre-Pumpturbinen in vertikaler Anordnung aufgestellt. Jede Turbine treibt einen Generator mit einer Nennscheinleistung von 70 MVA an. Bei einer mittleren Rohfallhöhe von 198 m und mit einer Durchflusskapazität von 70 m³/s können sie entweder bis zu 120 MW elektrische Leistung liefern oder bis zu 116 MW aus dem Netz aufnehmen und zum Hochpumpen in den Speicher Kölnbrein aufwenden. Das jährliche Regelarbeitsvermögen beträgt 76,0 Mio. kWh. Das Kraftwerk wurde 1977/1978 in Betrieb genommen.

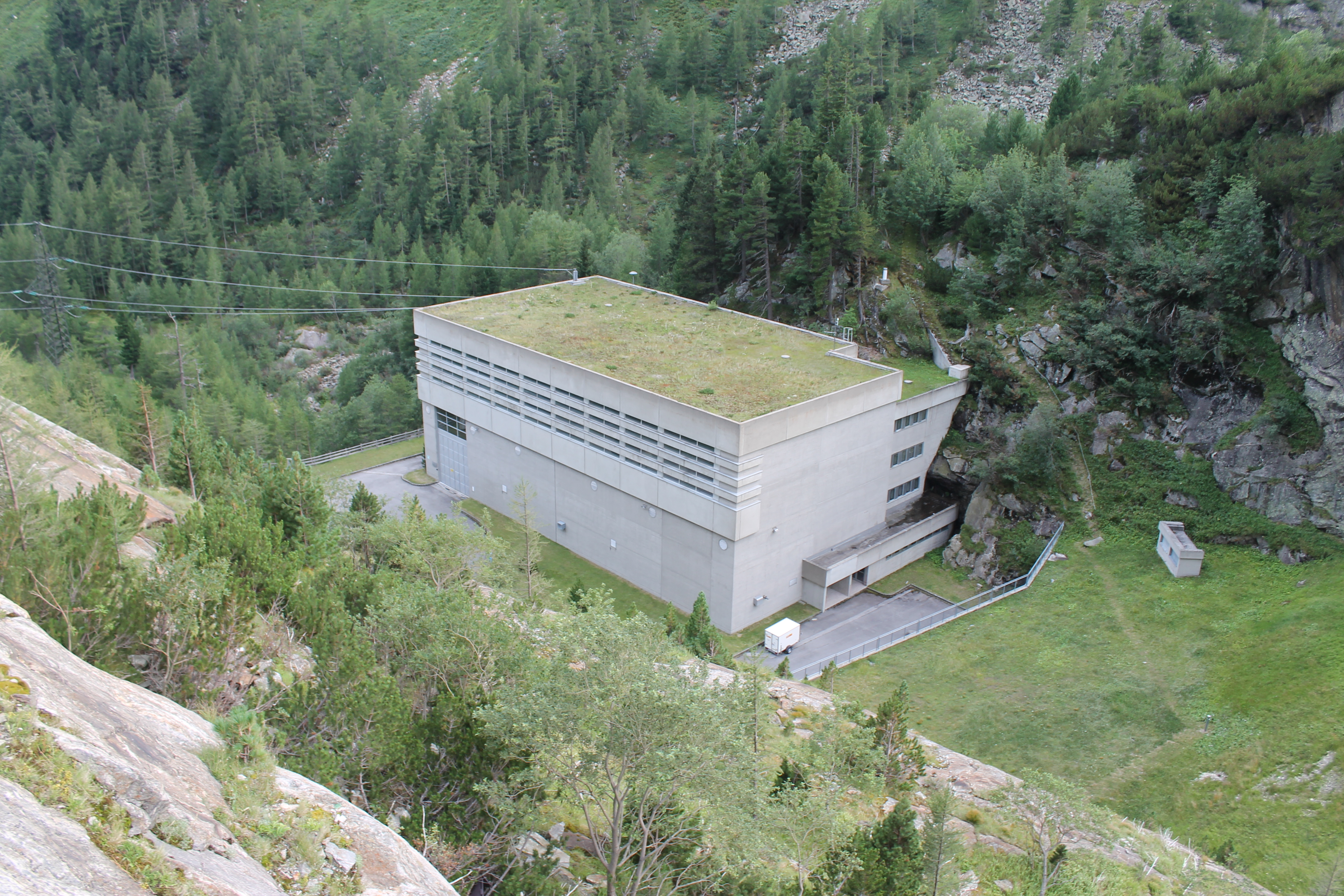
Kraftwerk Galgenbichl
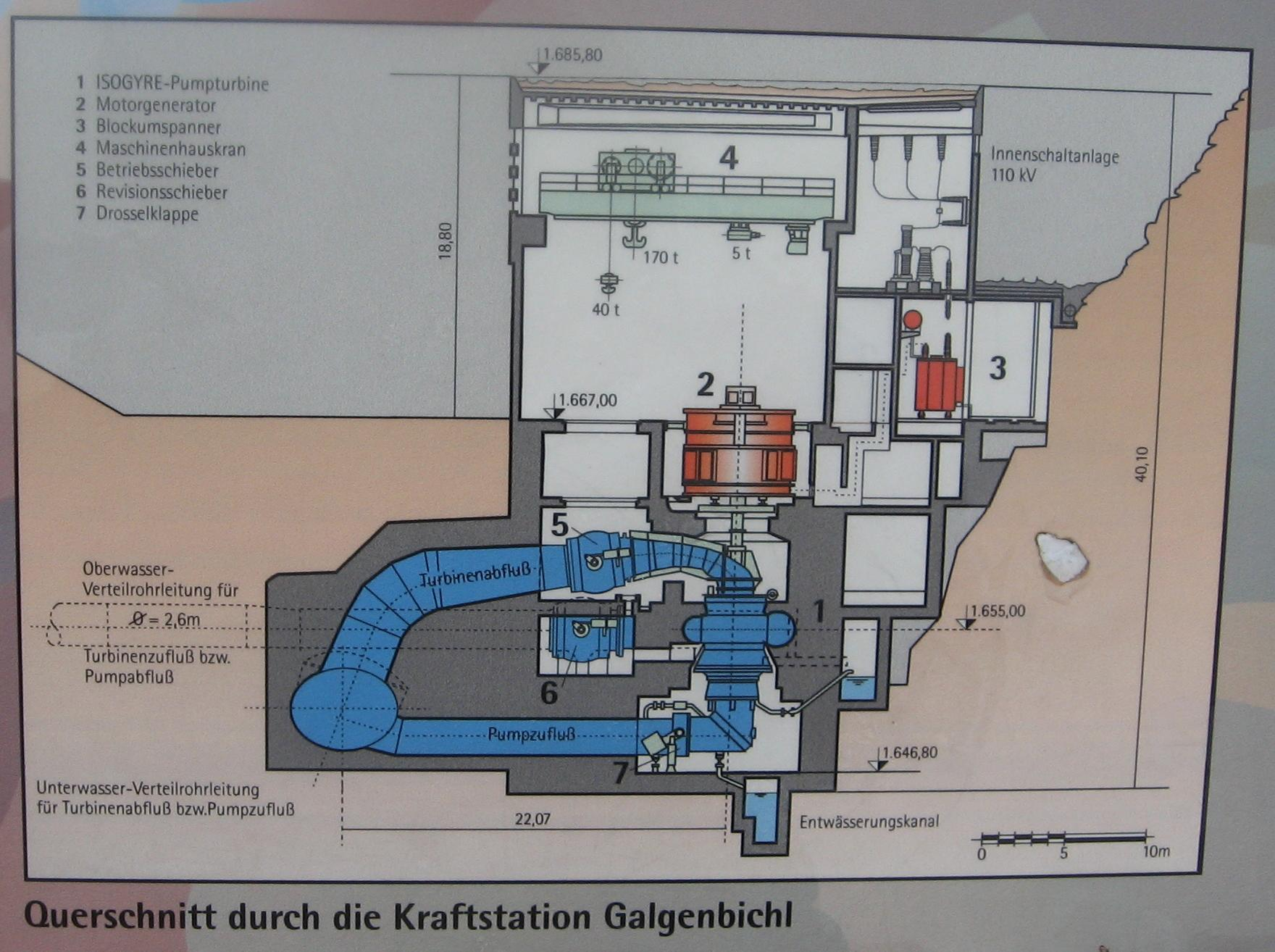
Querschnitt durch das Kraftwerk Galgenbichl
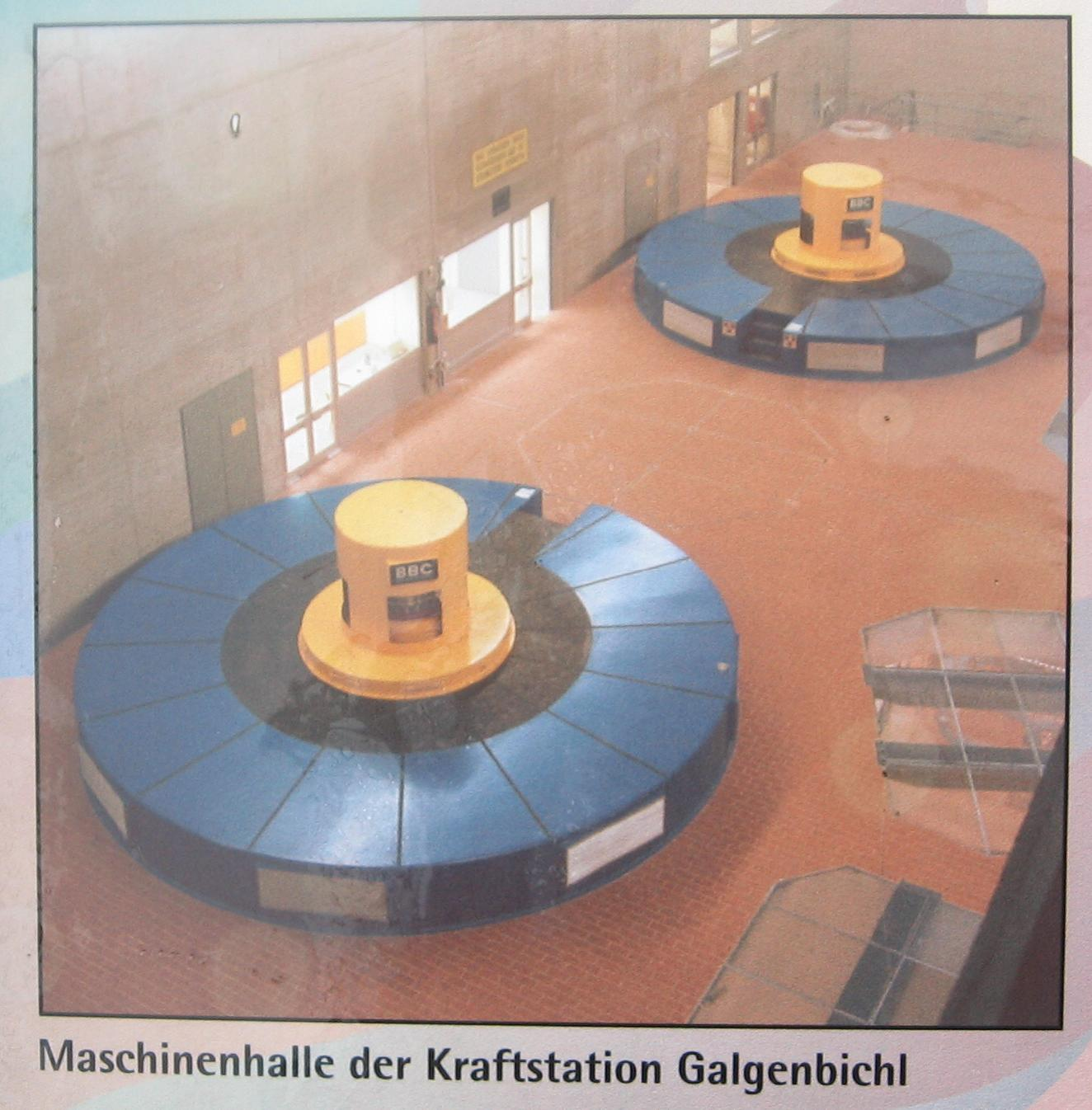
Die Maschinenhalle der Kraftstation Galgenbichl

## Hauptstufe
Die Hauptstufe der Maltakraftwerke besteht aus dem Speicher Galgenbichl, dem Speicher Gößkar und dem Kraftwerk Rottau.

### Vorspeicher Galgenbichl
Das bereits genutzte Wasser des Speichers Kölnbrein und Zuleitungen hochalpiner Bäche werden im Speicher Galgenbichl gesammelt. Dieser hat zwei Sperrbauwerke, einen Kiesschüttdamm mit Asphaltbeton-Oberflächendichtung und eine Betongewichtsmauer.

### Ausgleichsspeicher Gößkar
Zusätzliche Speicherkapazität stellt der kommunizierend verbundene, rund 10 km entfernte Speicher Gößkar bereit. Dieser liegt auch deutlich näher an den zum Kraftwerk führenden Druckstollen, so dass unnötige Fließ-Höhenverluste in dem 9,4 km langen Maltastollen vermieden werden können.

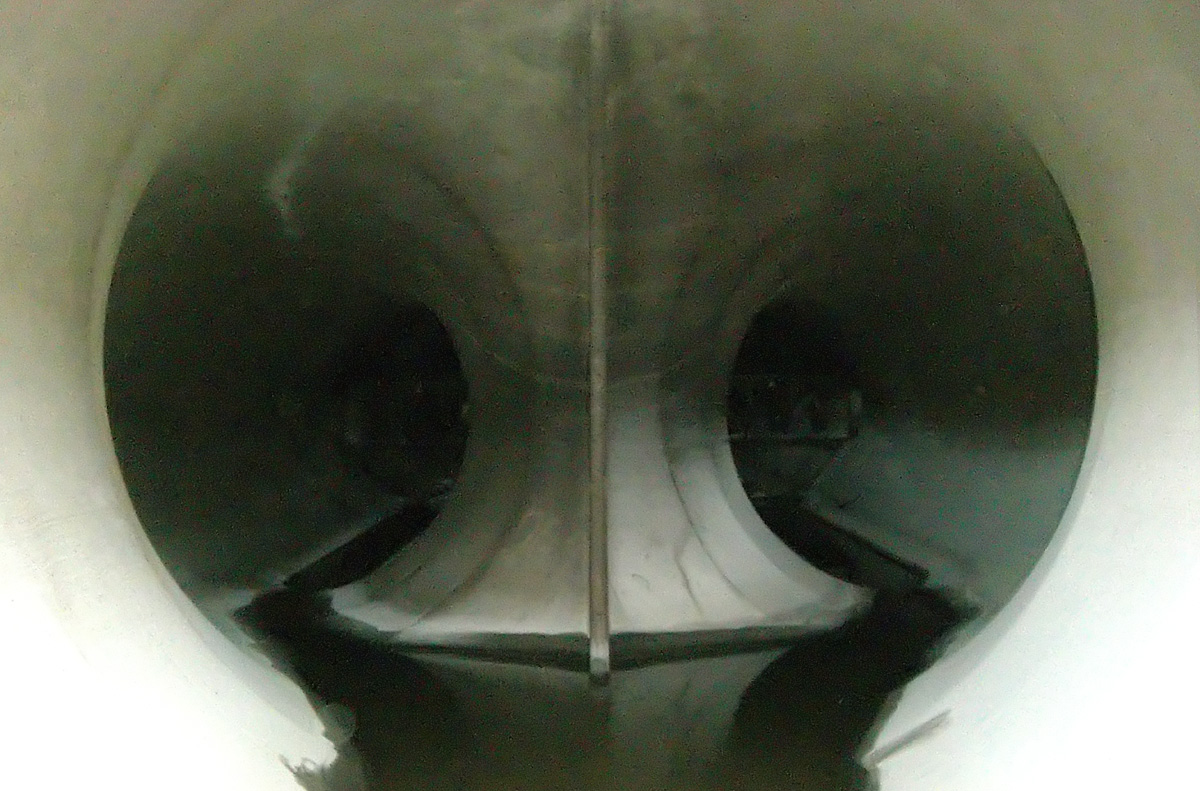
Druckrohrleitung zwischen Gößkarspeicher und Malta-Hauptstufe
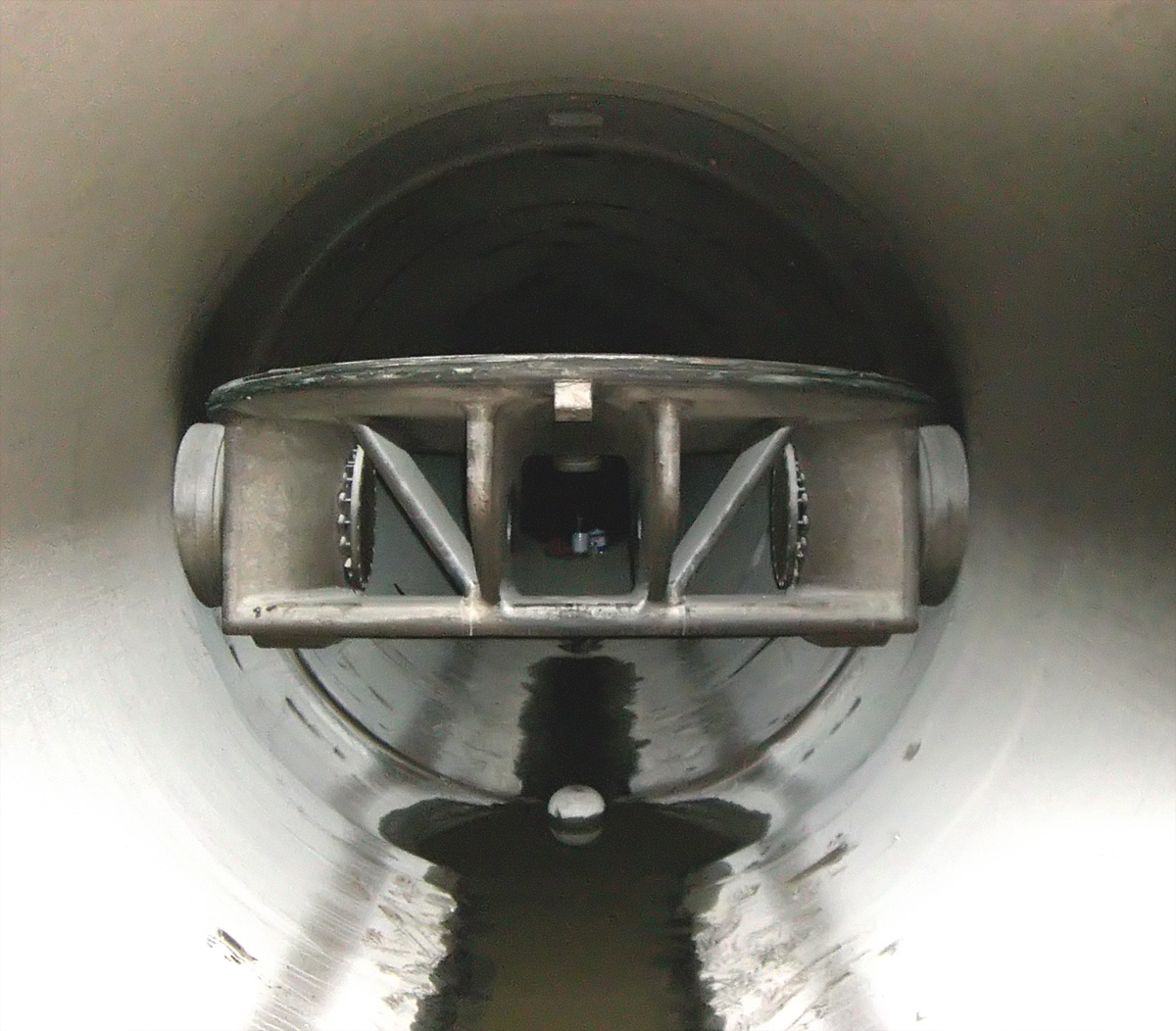
Absperrklappe

### Kraftwerk Rottau
Die Maschinen der Malta-Hauptstufe Rottau in Kolbnitz im Mölltal werden von Wasser mit außerordentlich hohem Druck angetrieben, das aus den 1100 m höher gelegenen Speichern stammt. Vom Speicher Gößkar führt der Weg des Wassers durch die insgesamt 9,7 km langen Göß- und Hattenbergstollen und in einer 1850 m langen, zweisträngigen Druckrohrleitung zum Kraftwerk.
Das Kraftwerk besitzt 4 sechsdüsige Pelton-Turbinen in vertikaler Anordnung. Sie treiben vier Generatoren mit einer Nennleistung von je 220 MVA an. Zwei der Generatoren sind Motorgeneratoren, die die beiden vierstufigen und einflutigen Radialpumpen versorgen. Bei einer mittleren Rohrfallhöhe von 1106 m und mit einer Durchflusskapazität von 80 m³/s können entweder bis zu 730 MW elektrische Leistung geliefert werden oder bis zu 290 MW durch Hochpumpen in den Speicher zurückgeführt werden (Nennleistung). Das jährliche Regelarbeitsvermögen beträgt 715,0 Mio. kWh.

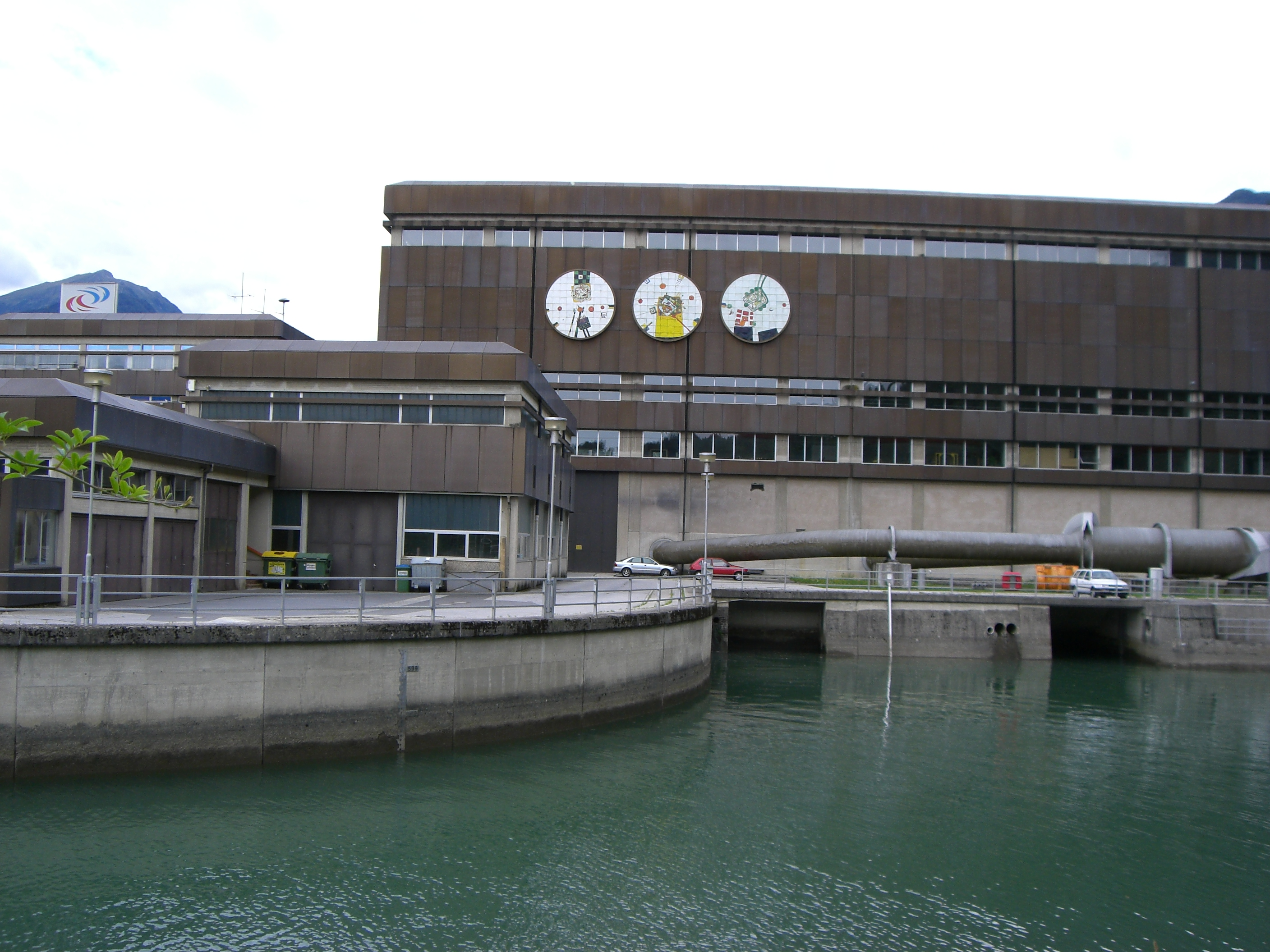
Kraftwerk Rottau
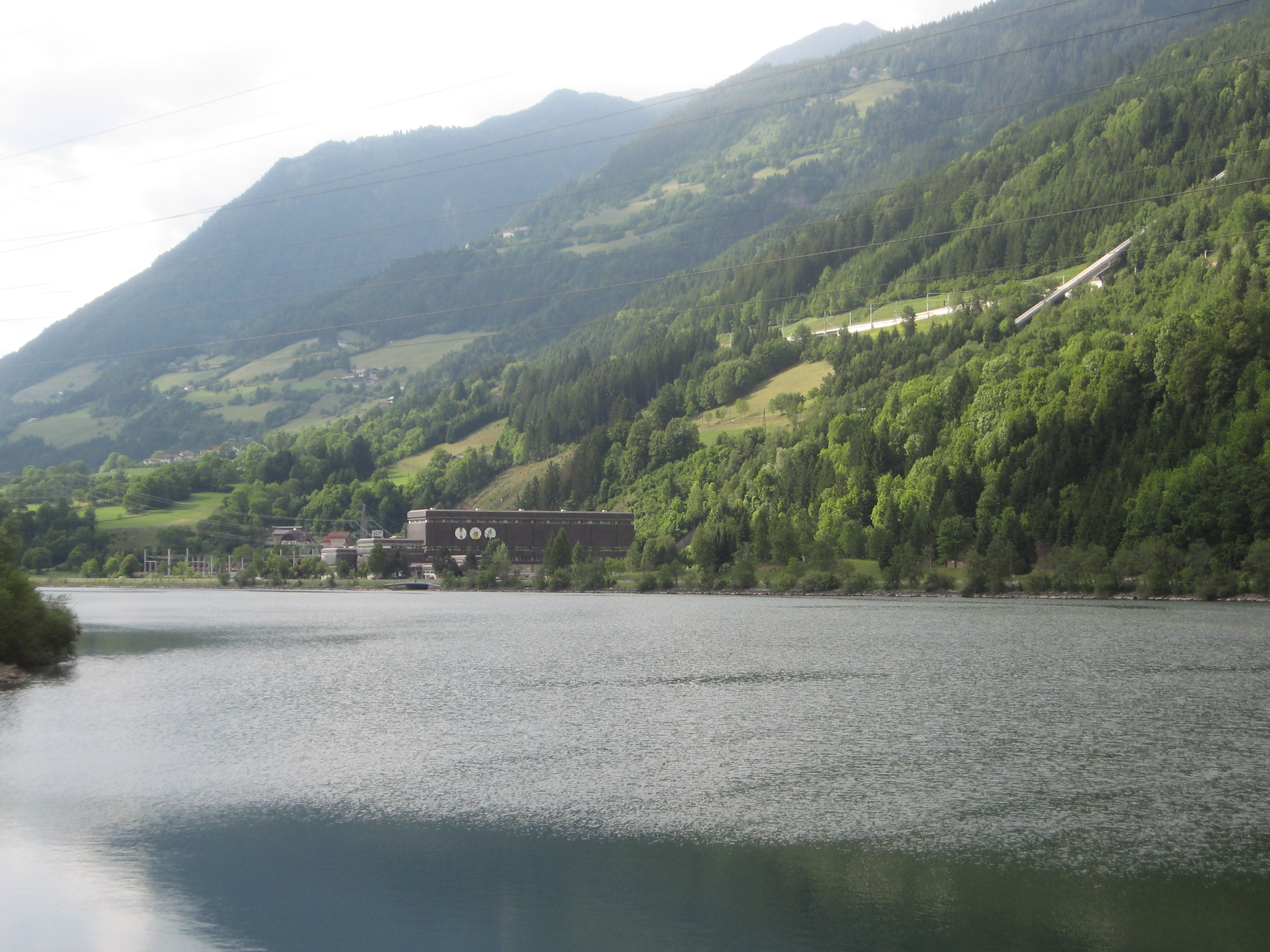
Kraftwerk und Ausgleichsbecken Rottau
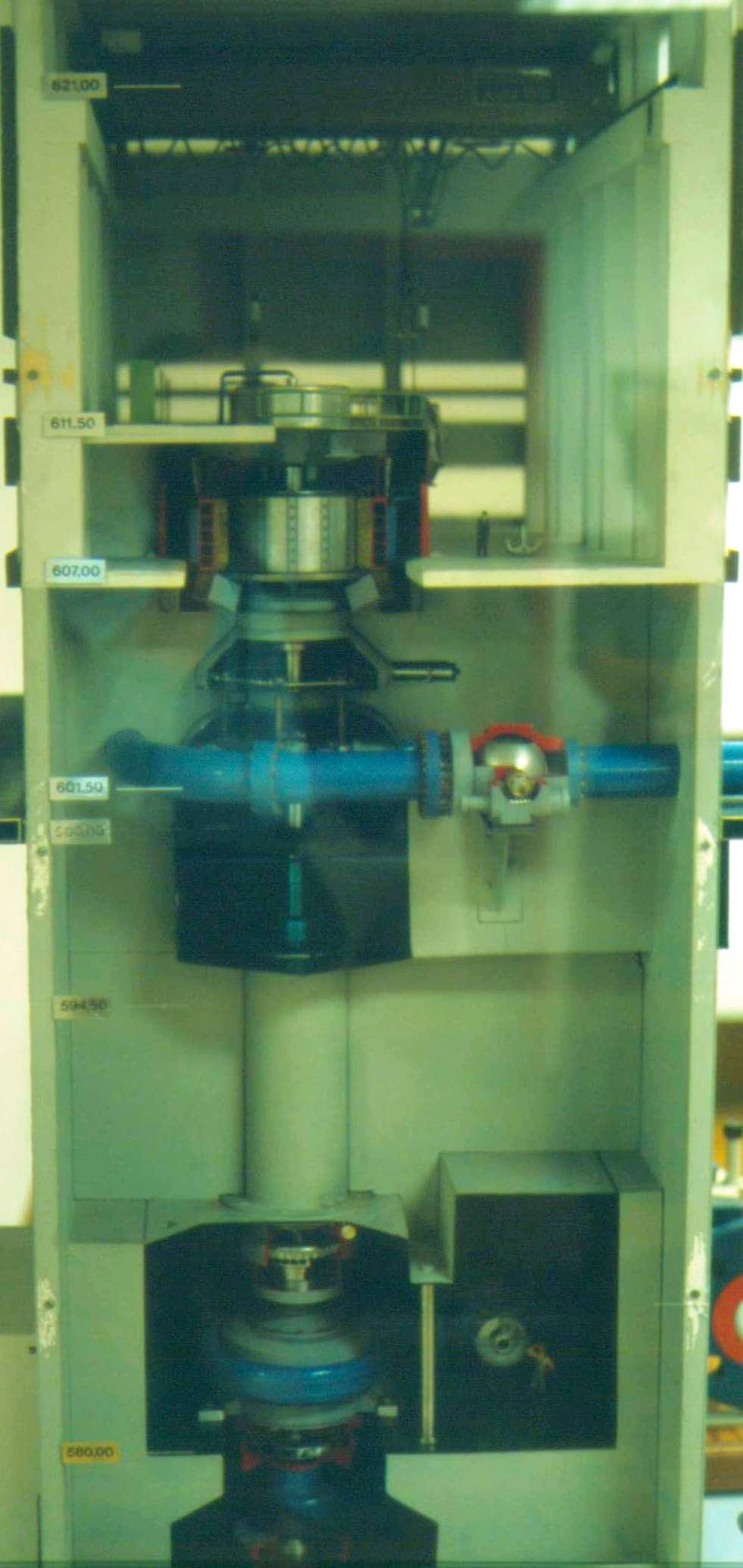
Modell eines Maschinensatzes
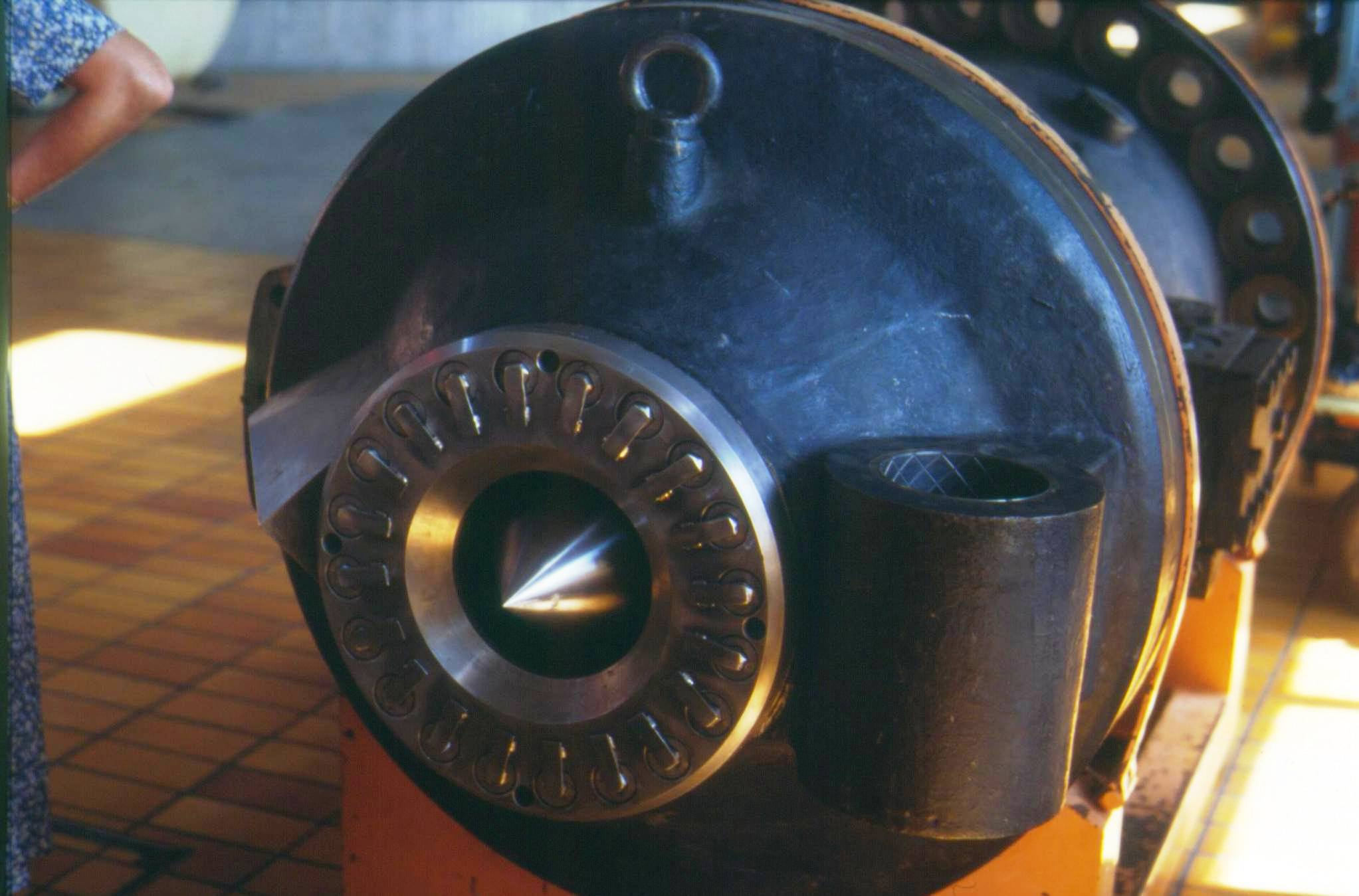
Turbinendüse der Hauptstufe
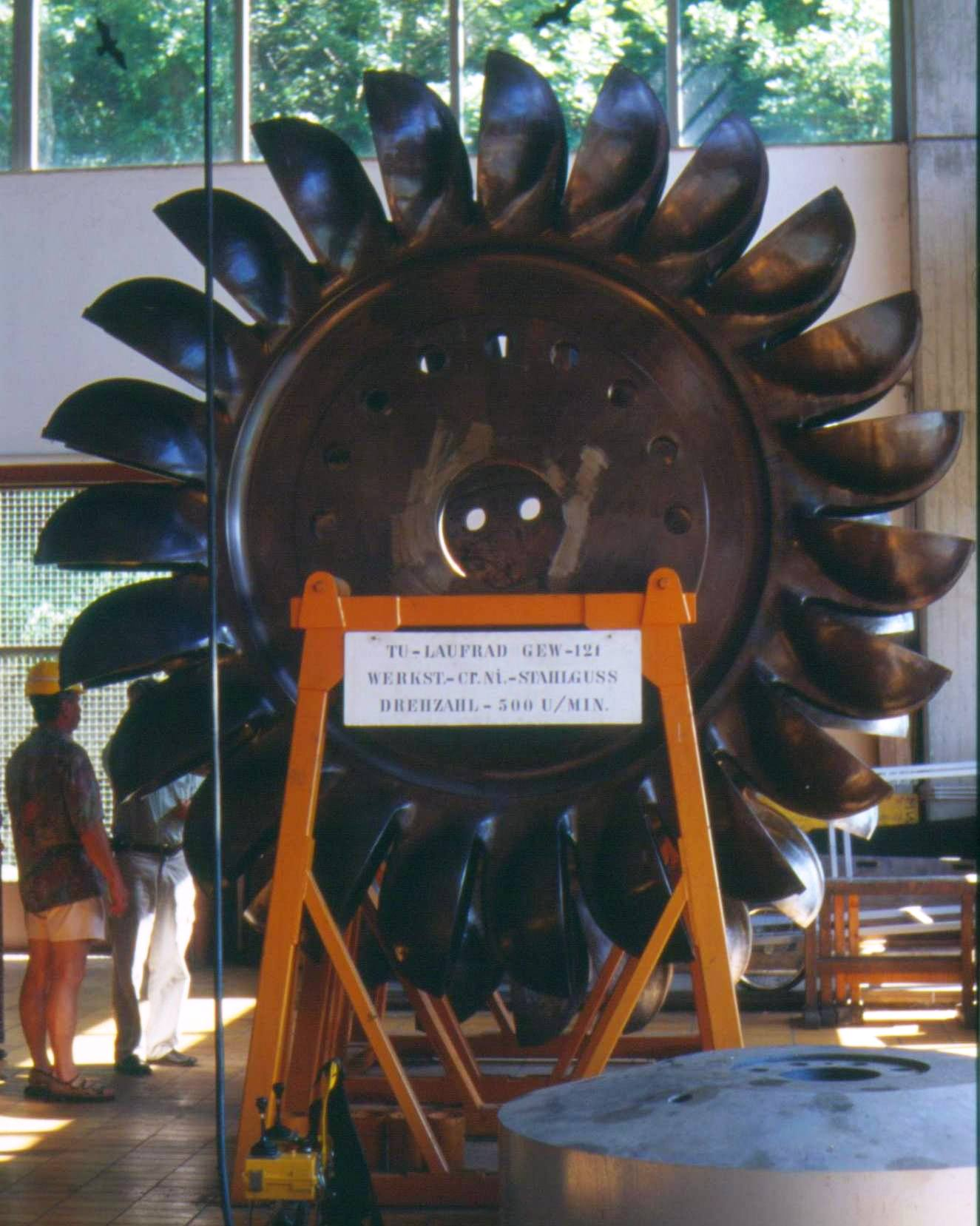
Peltonrad der Hauptstufe

Nach Kraftwerksspülungen kam es 2009 und 2015 zu Fischsterben in der Möll.

## Unterstufe

### Kraftwerk Mölltal
Im Kraftwerk Malta-Unterstufe wird das Wasser zum dritten Mal innerhalb der Maltakraftwerke zur Erzeugung von elektrischer Energie genutzt.
Im Ausgleichsbecken Rottau befindet sich das abgearbeitete Wasser aus der Hauptstufe und Wasser aus der Möll. Mindestens 5 m³/s dieses Wassers fließen entweder über die Wehranlage Rottau oder durch eine Propellerturbine mit 630 kW Nennleistung in die Möll. Alles weitere Wasser gelangt durch den offenen, rund 2,5 km langen Oberwasserkanal und den Sachsenwegstollen, bei einer Fallhöhe von 45 m und einem Ausbaudurchfluss von 110 m³/s, zur Kraftstation Möllbrücke. Diese liegt 3,9 km Luftlinie vom Beginn und 1,2 km vom Ende des Oberwasserkanals entfernt. Dort wird es über zwei Kaplan-Turbinen mit vertikaler Welle abgearbeitet. Das jährliche Regelarbeitsvermögen beträgt 120,0 Mio. kWh.
Das Wasser gelangt noch vor der eigentlichen Möllmündung in die Drau, wo es in Kärntens zehn Laufkraftwerken noch einmal energiewirtschaftlich genutzt wird. Die Möll verliert über den Oberwasserkanal eine erhebliche Menge Wasser, weshalb nur noch ein Bruchteil über das natürliche Flussbett in die Drau mündet.

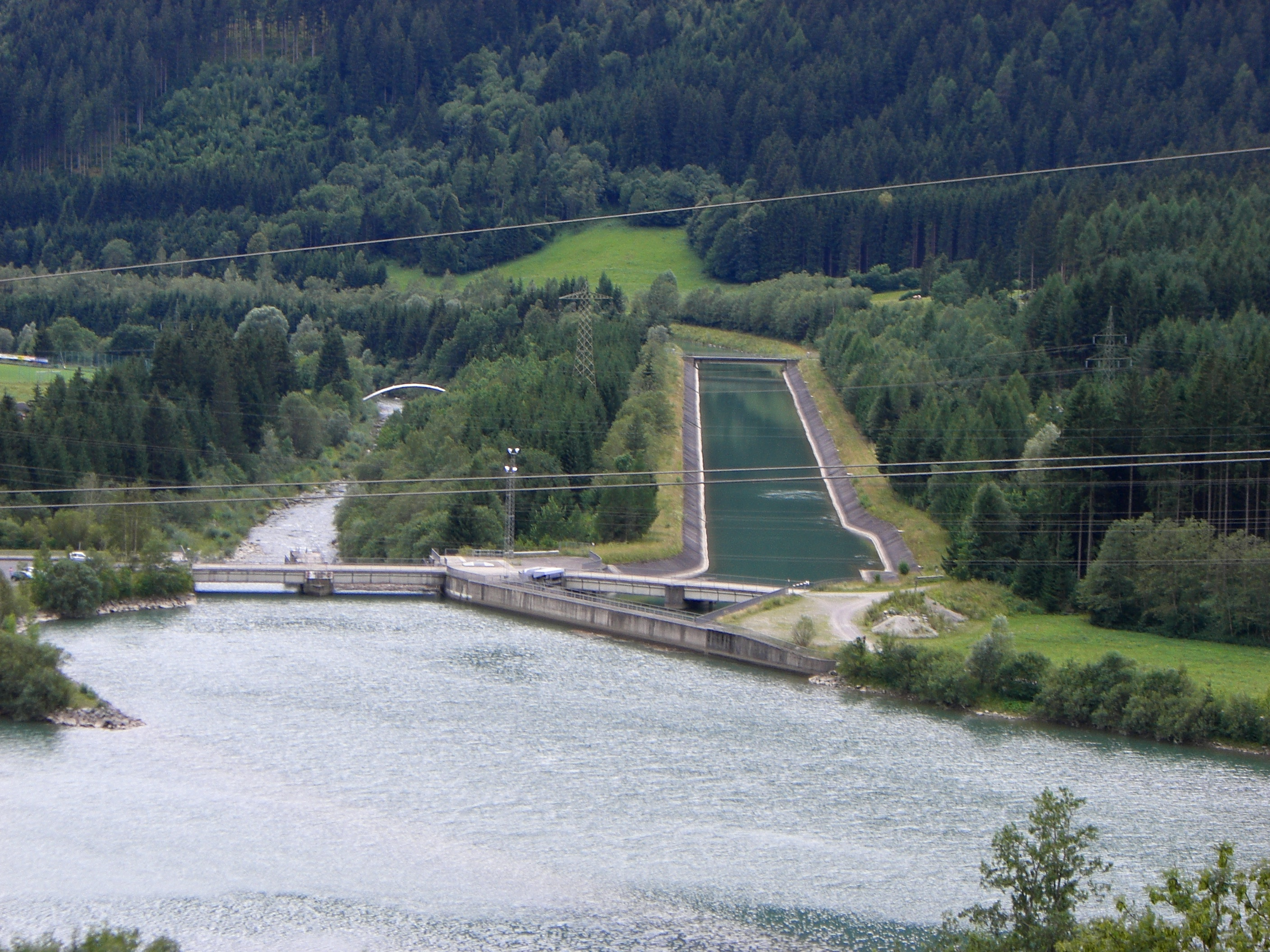
Stausee Rottau mit offenem Oberwasserkanal
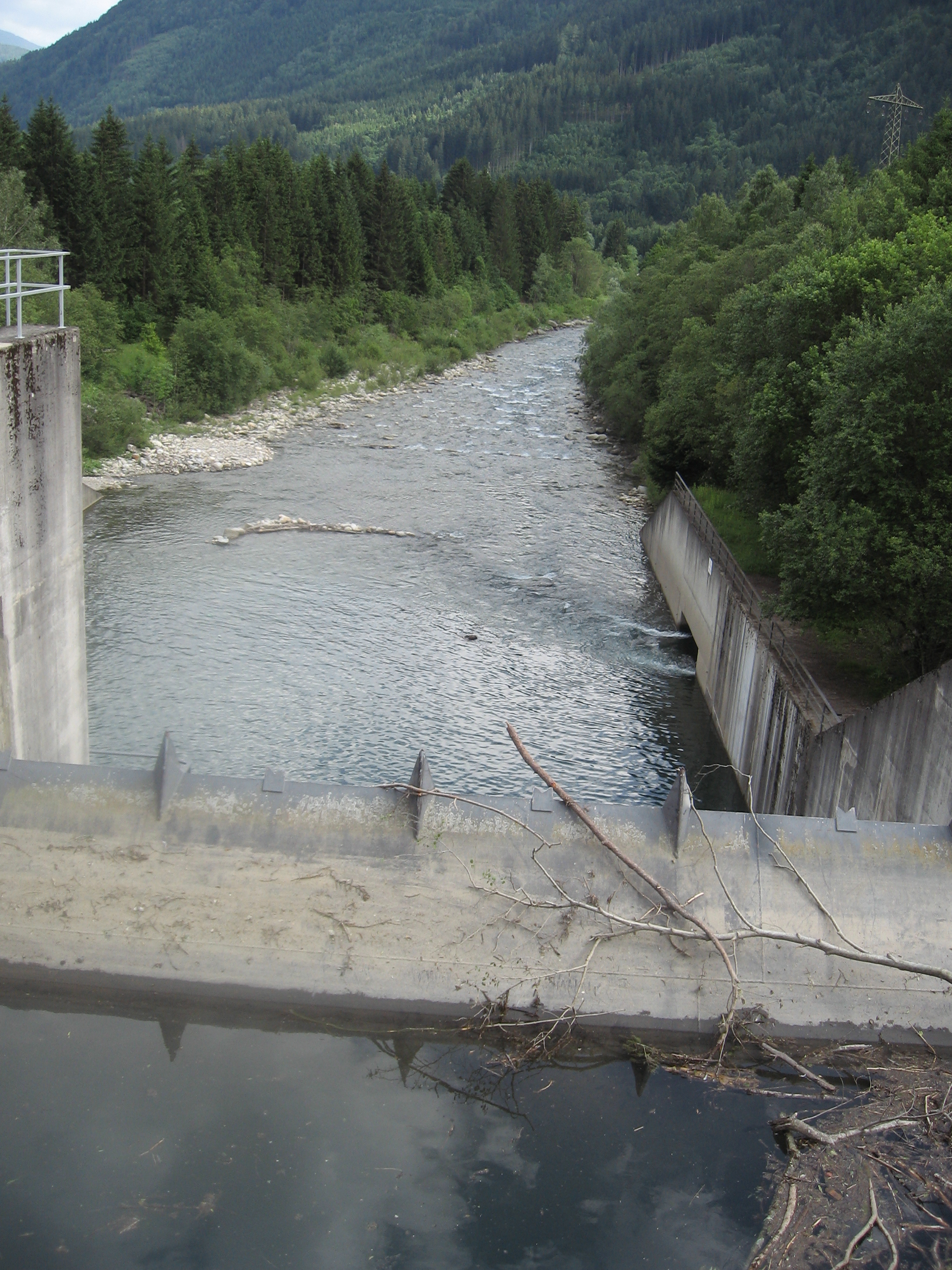
Sperre bei Rottau, dahinter das natürliche Flussbett der Möll
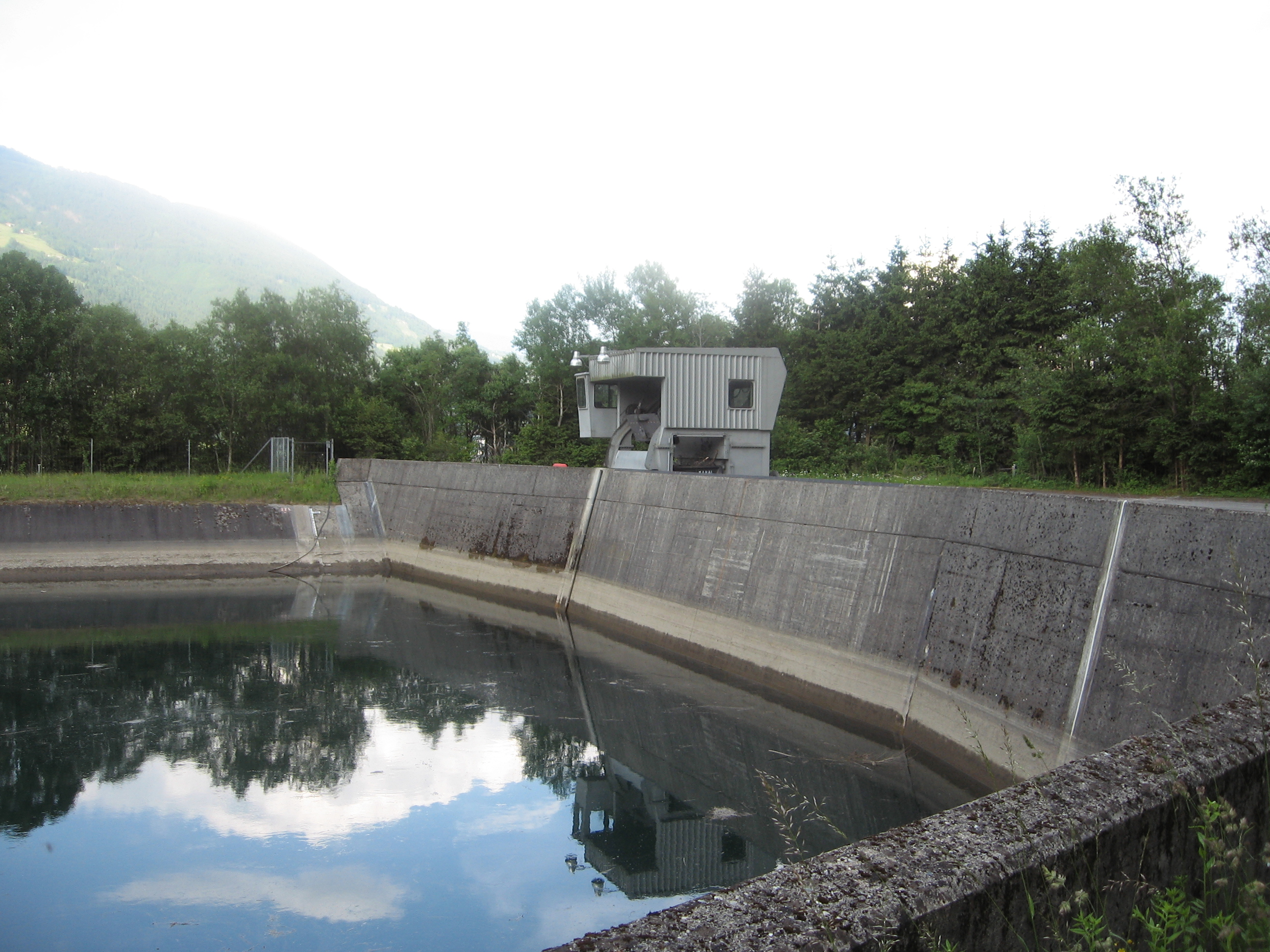
Ende des Oberwasserkanals und Beginn des unterirdischen Sachsenwegstollens
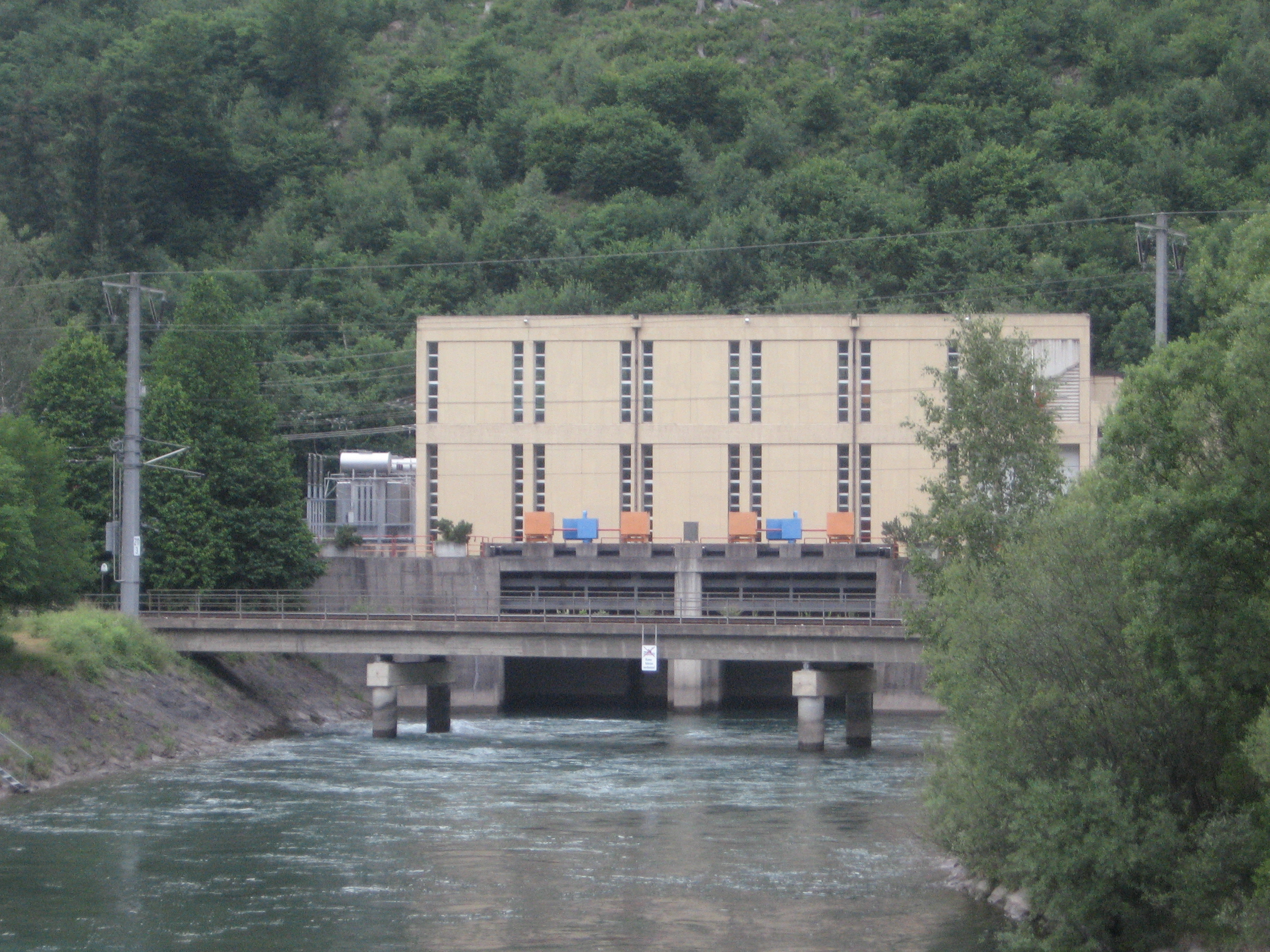
Kraftwerk Mölltal

## Touristische Bedeutung

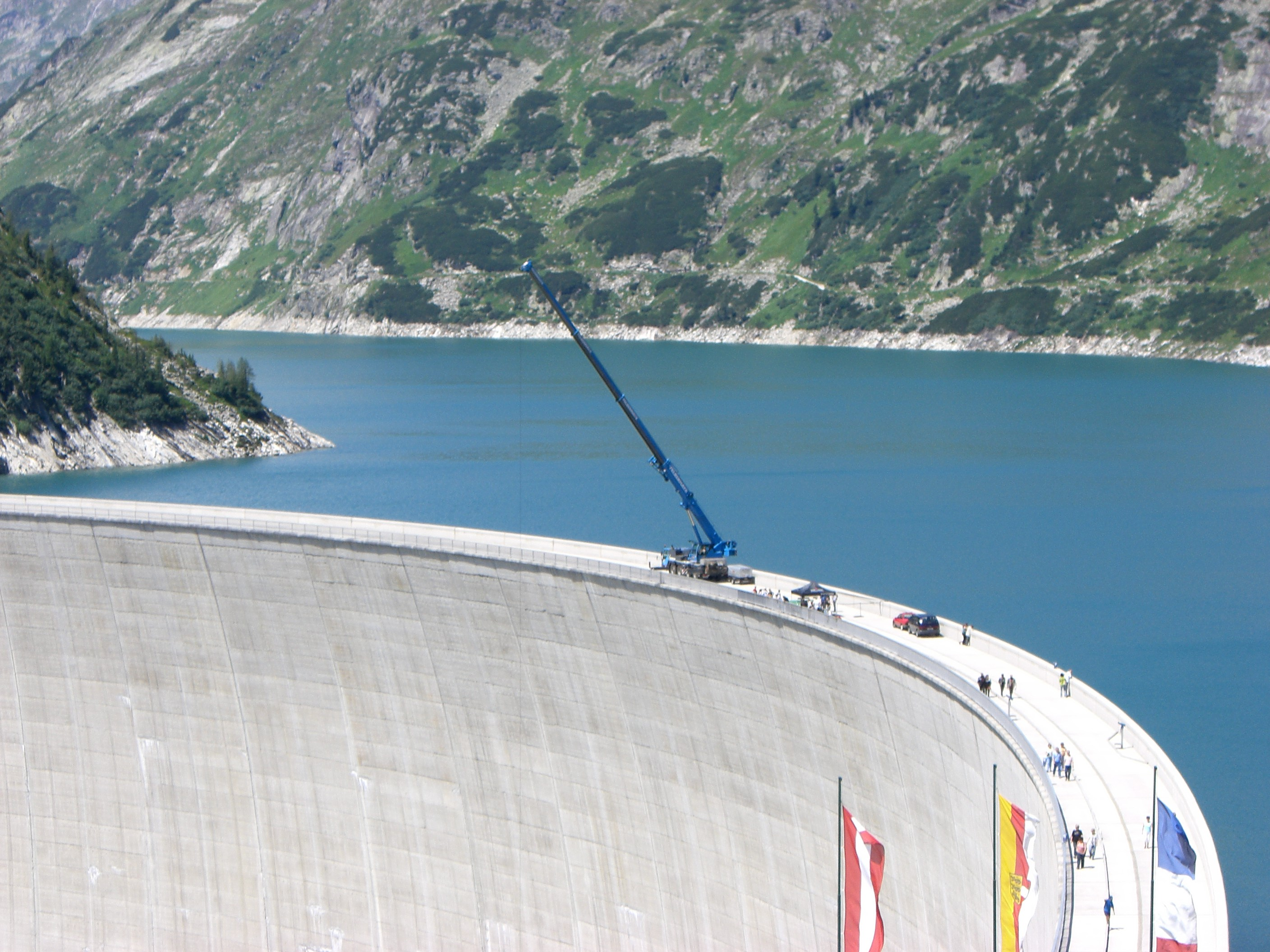
Bungee-Jumping von der Kölnbreinsperre

Zusätzlich zur energiewirtschaftlichen hat vor allem der Speichersee Kölnbrein auch touristische Bedeutung.
Die 14,3 km lange Malta-Hochalmstraße führt vorbei an spektakulären Wasserfällen, welche in der Nacht versiegen, da das Wasser in die Speicherseen umgeleitet wird. Durch Tunnel gelangt man zum Bergrestaurant und Hotel Malta, direkt neben der Kölnbreinsperre. Das turmartige Gebäude beherbergt neben Restaurant und 60 Betten auch eine Informationsschau über die Kraftwerksgruppe, eine Mineralienschau und eine Informationsschau über den Nationalpark Hohe Tauern.
Es dient als Ausgangspunkt für Wanderungen und Bergtouren. Von der Mauerkrone aus werden auch Bungee-Jumping-Sprünge veranstaltet. Der bis zu 4,3 km lange Speichersee wird in den Sommermonaten außerdem von den Ruderern aus dem Deutschland-Achter zum Höhentraining als Vorbereitung auf Weltmeisterschaften und Olympische Spiele genutzt.